# ده قهرمان برجسته نوسازی میجی
ده قهرمان برجسته اصلاحات (به ژاپنی: 維新の十傑) به ده شخصیتی گفته می‌شود که نقش اصلی در نوسازی میجی/اصلاحات میجی داشتند. سه نفر از اشخاص که نقش کلیدی در اصلاحات میجی داشتند به عنوان سه قهرمان برجسته نوسازی میجی نامیده شده‌اند.
سه قهرمان برجسته اصلاحات عبارتند از:
1. سایگو تاکاموری از قلمرو ساتسوما
2. اوکوبو توشیمیچی از قلمرو ساتسوما
3. کیدو تاکایوشی (کاتسورا کاگورو) از قلمرو چوشو

این سه شخصیت یکی پس از دیگری بین سال‌های ۱۸۷۷ (دوره میجی ۱۰) و ۱۸۷۸ (دوره میجی ۱۱) درگذشتند.
ده قهرمان برجسته اصلاحات عبارتند از:

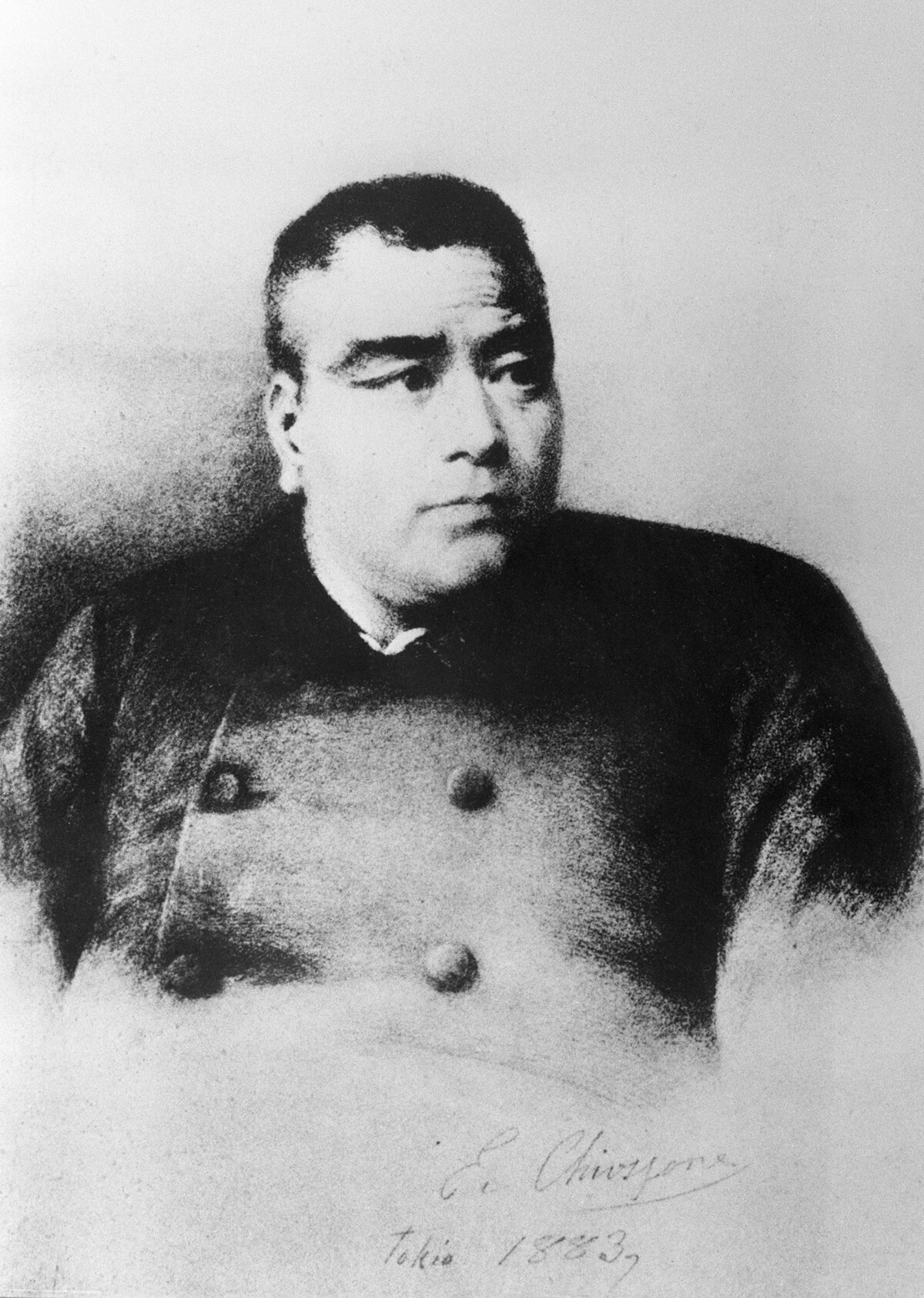
سایگو تاکاموری از قلمرو ساتسوما
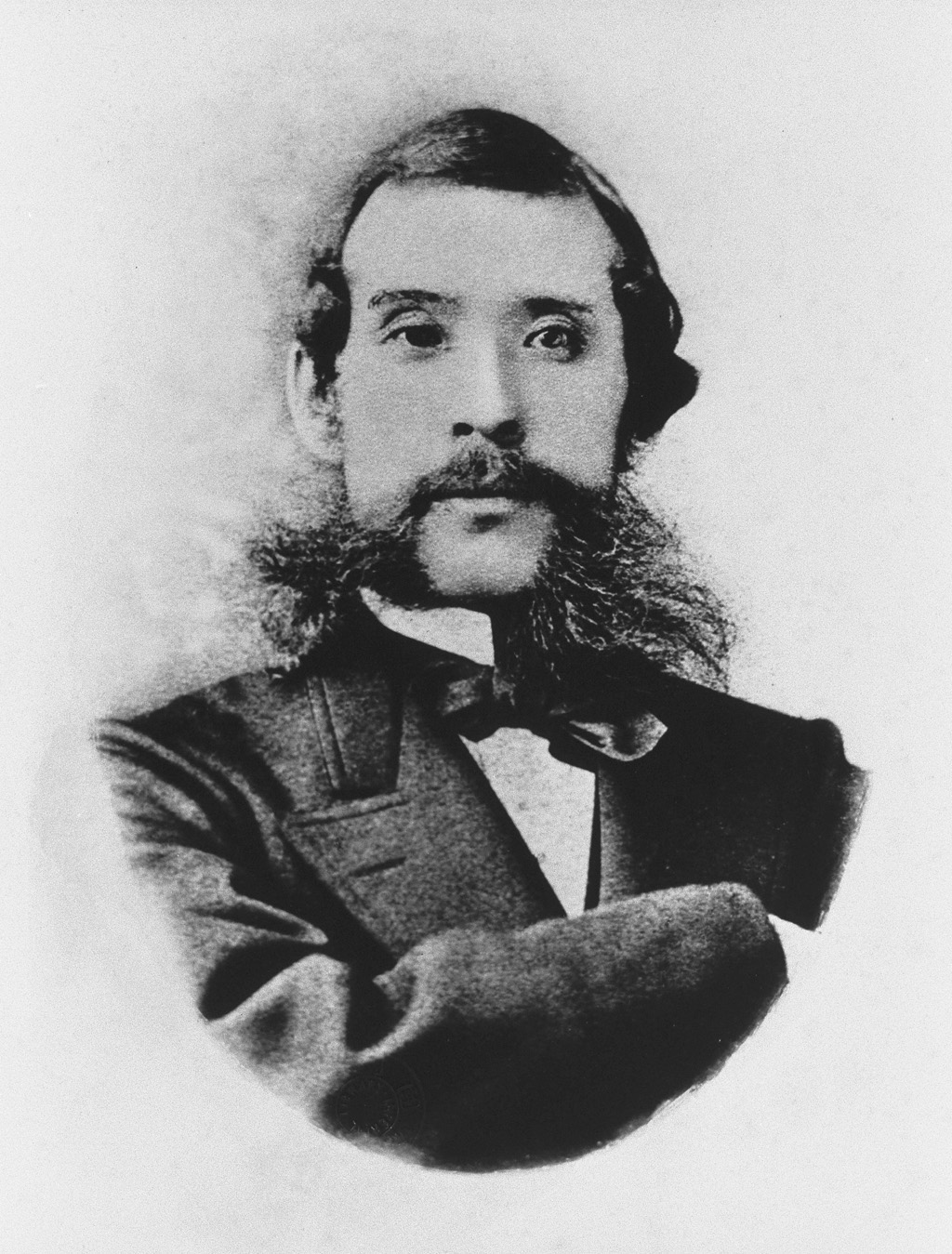
اوکوبو توشیمیچی از قلمرو ساتسوما
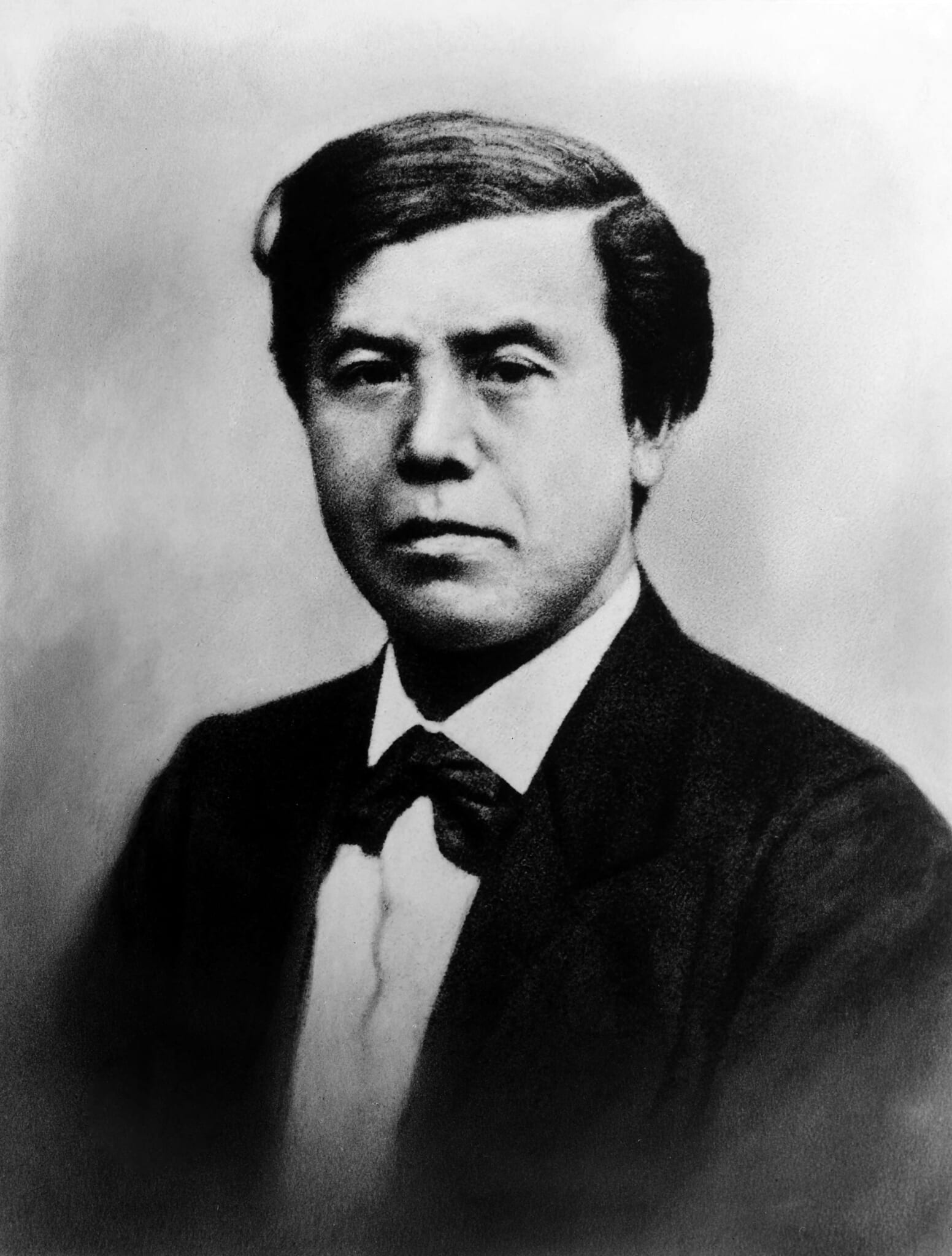
کیدو تاکایوشی  از قلمرو چوشو
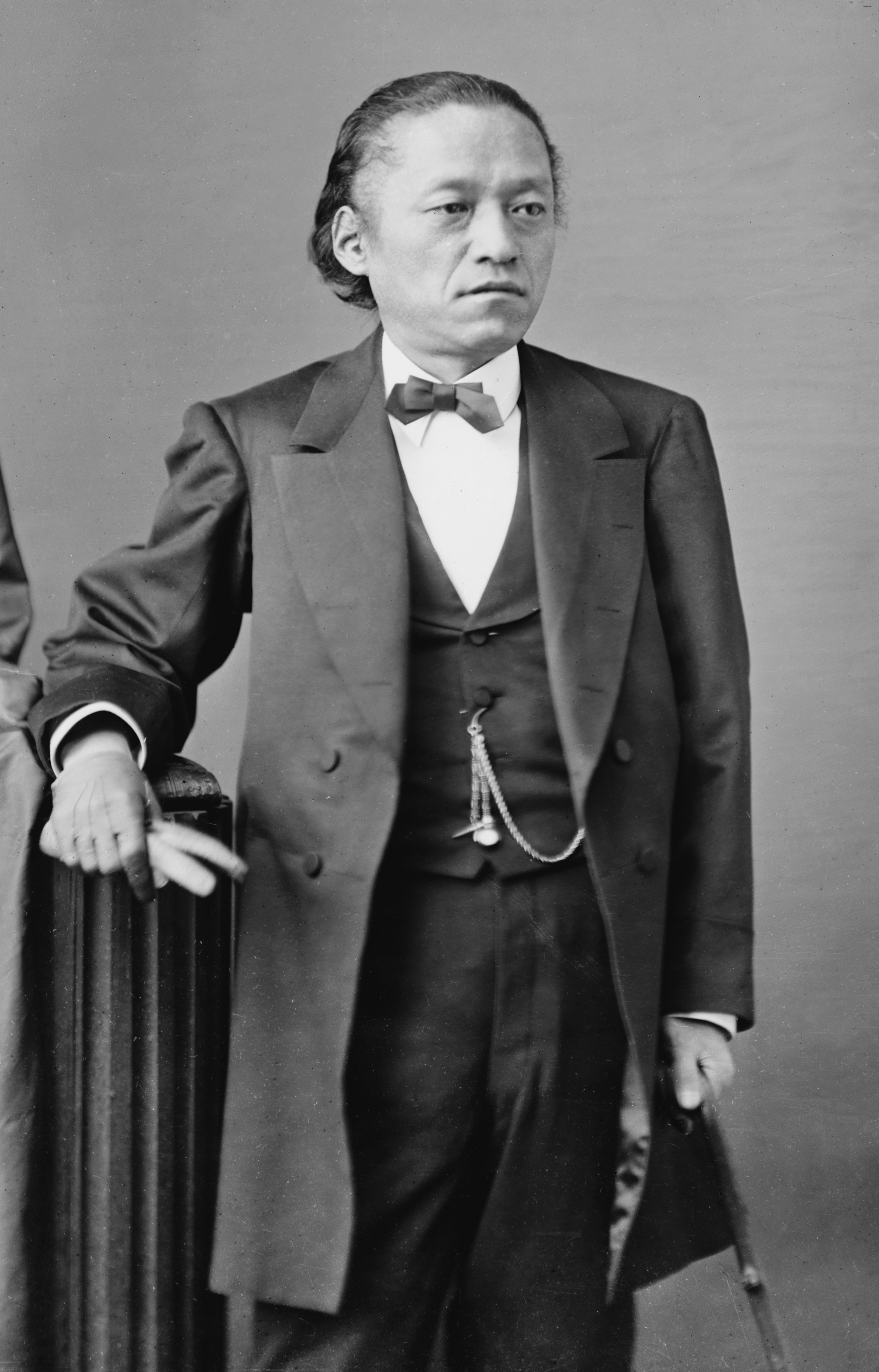
ایواکورا تومومی کوگه (درباری)
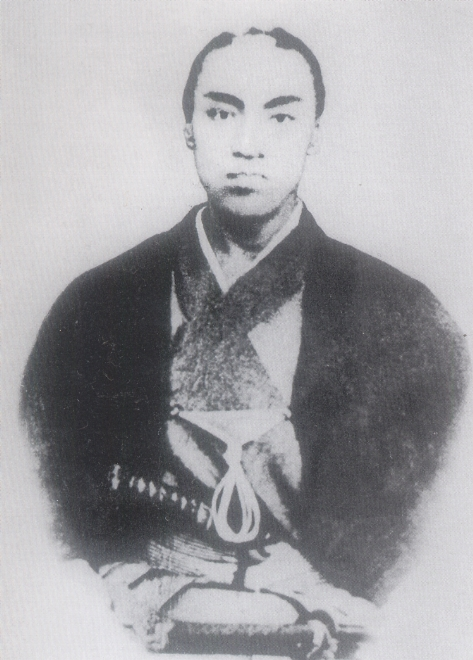
کوماتسو تاته‌واکی از قلمرو ساتسوما
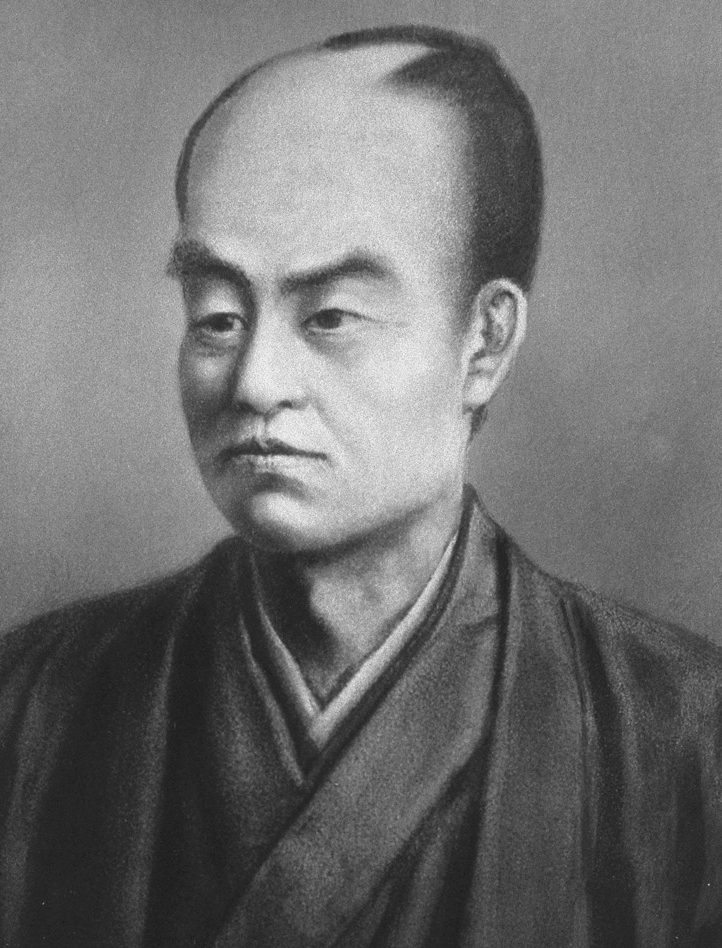
اومورا ماسوجیرو از قلمرو چوشو
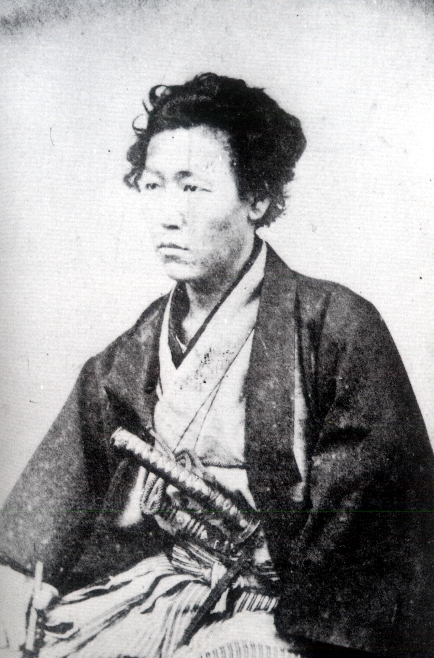
مائه‌بارا ایسی  از قلمرو چوشو
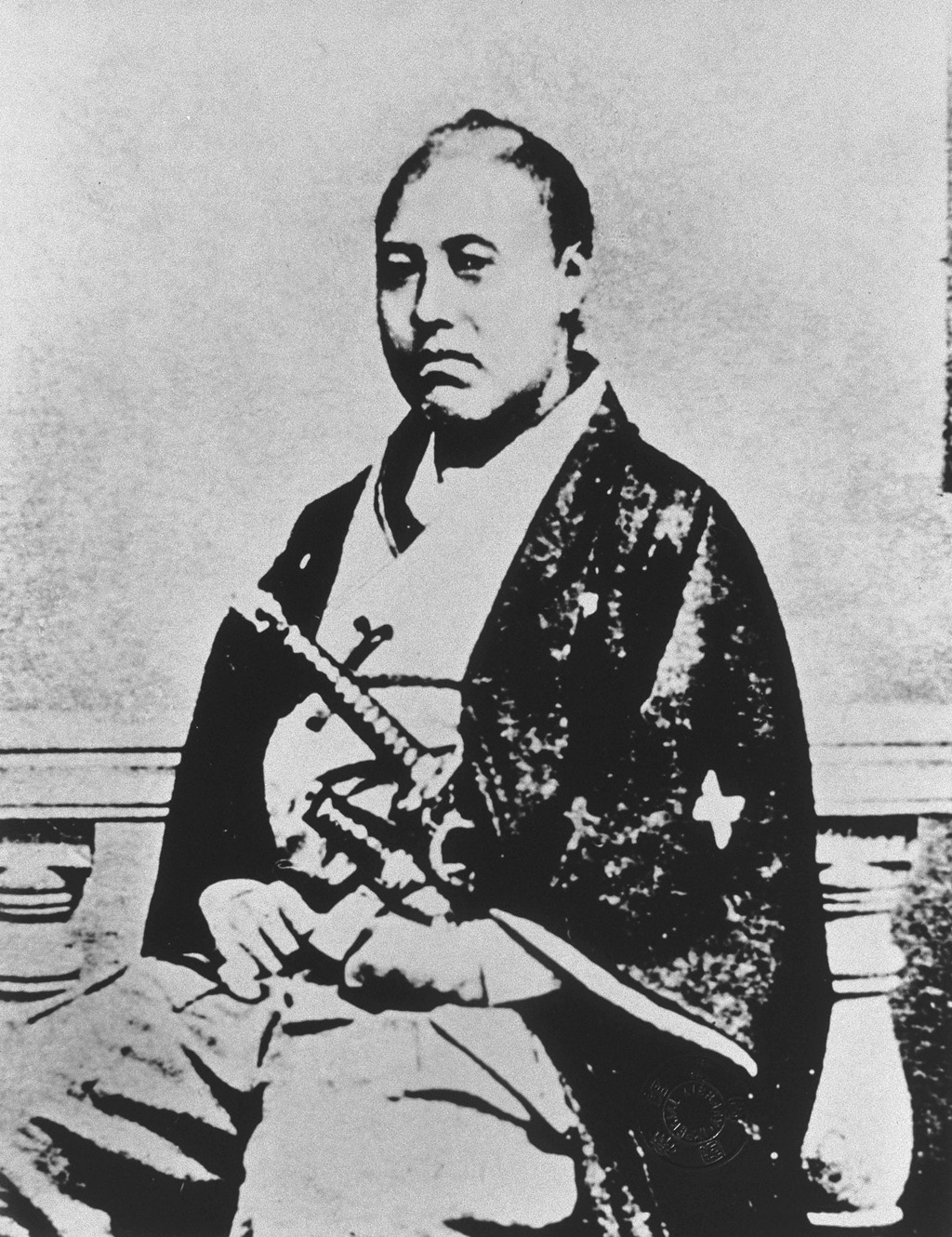
هیروساوا سانه‌اومی  از قلمرو چوشو
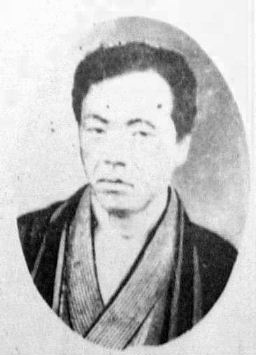
اتو شیمپی  از قلمرو اچیزن
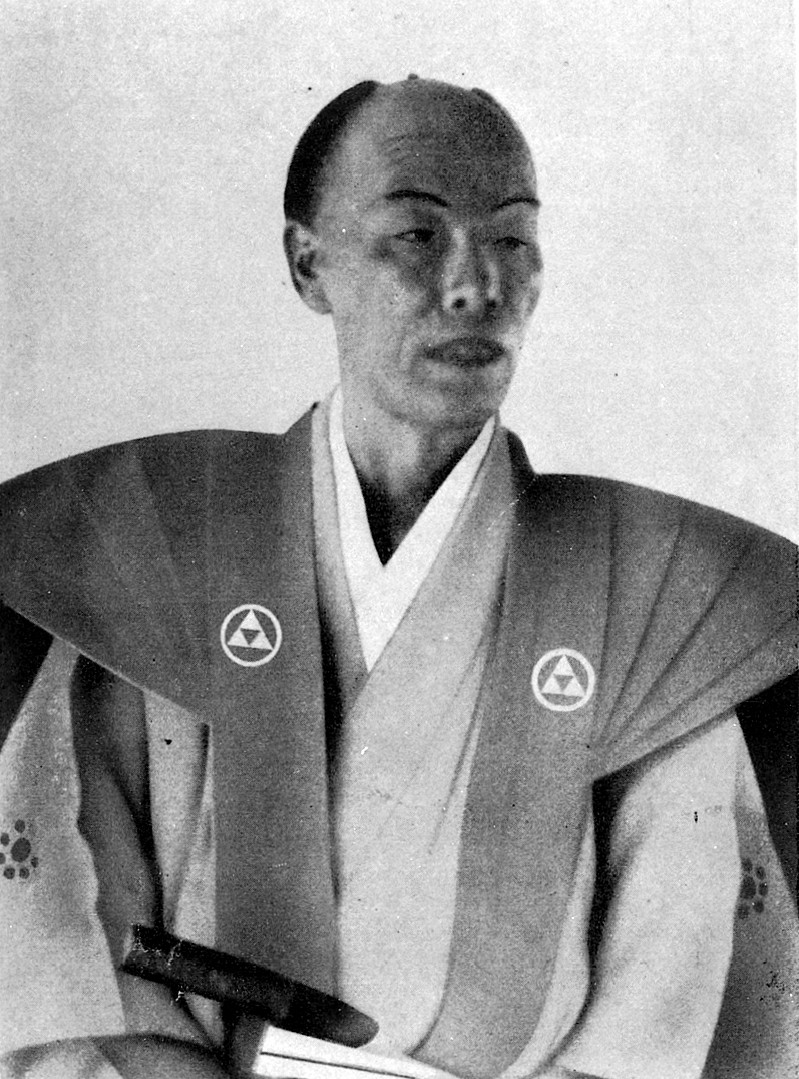
یوکوی شونان  از قلمرو اچیزن

## سایگو تاکاموری

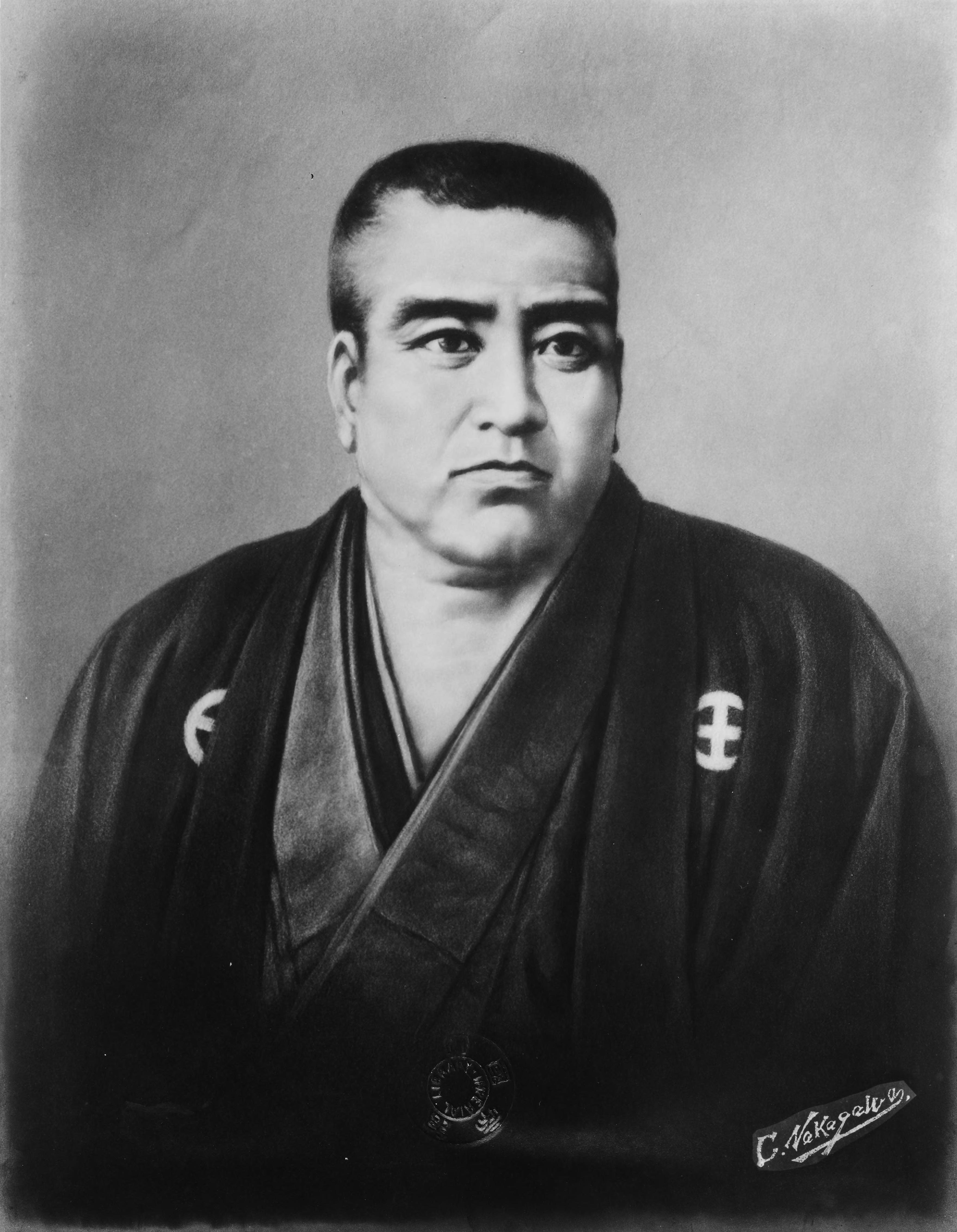
تصویر بر پایه تصویر اعضای خانواده

سایگو تاکاموری در ۷ دسامبر ۱۸۲۷ (بونسی ۱۰) در گاجاچو شهرستان کاگوشیما، کاگوشیما در قلمرو ساتسوما متولد شد. نام کودکی او کویوشی (小吉) بود. پدرش سایگو کیچیبه ja:西郷吉兵衛، که در قلمرو ساتسوما خدمت می‌کرد، یک کانجوگاتاکوگاشیرا (حسابدار مالی) بود که معادل حسابدار در دوران مدرن است.
خانواده سایگو خانواده‌ای از «اوکوشوگومی» بودند که دومین رتبه پایین در بین سامورایی‌های شهر قلعه (سامورایی‌هایی که در شهر قلعه زندگی می‌کردند) را داشتند. به عبارت دیگر، آنها سامورایی‌های رده پایین با چیگیو (知行 ちぎょうکنترل زمین‌هایی که توسط یک دایمیو به دست نشاندگان داده می‌شد) بودند. علاوه بر این، آنها حتی چیگیو کوچک خود را نیز برای پرداخت بدهی‌ها فروختند.
با این حال، پدرش سایگو کیچیبه در مجموع هفت فرزند داشت، از جمله پسر بزرگش تاکاموری (کویوشی). از آنجایی که همسر و والدین کیچیبه هنوز زنده بودند، خانواده سایگو خانواده بزرگی با ۱۱ عضو بود. اگر خدمتکاران هم حساب شوند، تعداد اعضای خانواده به ۱۶ نفر می‌رسد. در نتیجه، خانواده سایگو مجبور شدند در فقر شدید زندگی کنند. اگرچه او در خانواده‌ای فقیر بزرگ شد، اما تاکاموری از سنین پایین آموزش‌های خوبی دید. او از پنج سالگی شروع به مطالعهٔ آیین کنفوسیوس کرد و در هفت سالگی وارد «گوجو» (روستا) شد. گوچو واحدی بود که در آن سیستم آموزشی فرزندان طبقه سامورایی، یعنی آموزش گوجو، انجام می‌شد. در ساتسوما، هر گوچو به مناطق مسکونی تقسیم شده بود و یک سازمان خودمختار وجود داشت که در آن بزرگترها کوچکترها را راهنمایی و آموزش می‌دادند. سایگو تاکاموری گفته می‌شود که نزد اوکوبو توشیمیچی و دیگران شاگردی می‌کرد.
در این آموزش گوجو، فرصت‌های زیادی برای رقابت با دیگر گوجوها در مسابقات سومو و سایر مسابقات وجود داشت و طبیعتاً اعضای گوجو حس رقابت را در خود پرورش می‌دادند. در نتیجه، گاهی بین اعضای گوجو نزاع‌هایی پیش می‌آمد. یکی از اتفاقات مهم زمانی بود که تاکاموری ۱۱ ساله بود و با پسری از یک گوجوی دیگر درگیر شد. در طول یک مبارزه، تاکاموری سایگو از ناحیه بازوی راست بریده شد. او به مدت سه روز و سه شب تب شدیدی را تحمل کرد، اما توانست زنده بماند. با این حال، اعصاب دست راستش آسیب دید و دیگر قادر به نگه داشتن صحیح شمشیر نبود. این حادثه سایگو تاکاموری را بر آن داشت تا شمشیرزنی را که مایه حیات یک سامورایی محسوب می‌شد، کنار بگذارد و در عوض خود را وقف مطالعه، خوشنویسی و سایر دروس کند تا از طریق دانش‌آموزی امرار معاش کند.
تاکاموری سایگو در جوانی، در سال ۱۸۴۴ (اولین سال دوره کوکا)، سمت «دستیار منشی شهرستان» را بر عهده گرفت. این سمت، مسئولیت اداره کشاورزی به‌طور کلی را بر عهده داشت و وظیفه اصلی او جمع‌آوری مالیات در مناطق روستایی بود. حقوق سالانه او ناچیز و معادل ۴ ککو بود و هیچ چشم‌اندازی برای ارتقاء شغلی وجود نداشت. تاکاموری سایگو به مدت ۱۰ سال در این شغل باقی ماند. با این حال، این موضوع یک جنبه مثبت نیز داشت. آن حضور ساکودا توشی‌ناری، مافوق تاکاموری سایگو، بود. در آن زمان، سیاست کشاورزی قلمرو ساتسوما پر از مشکلات بود. مقام‌ها برای تنظیم میزان مالیات از دهقانان رشوه می‌گرفتند، یا مالیات بیشتری جمع‌آوری می‌کردند و پول آن را به جیب خود می‌ریختند. علاوه بر این، قلمرو حتی در صورت برداشت کم محصول، مالیات‌های بسیار سختی را بر دهقانان وضع می‌کرد. این ساکودا توشی‌ناری بود که در برابر این وضعیت ایستاد. او به عنوان قاضی شهرستان، مقام‌های روستایی را که مرتکب کلاهبرداری شده بودند، مجازات کرد و سرانجام به دلیل خشم از نحوه برخورد حوزه قضایی از سمت خود استعفا داد. سایگو تاکاموری که این نگرش را در دوران جوانی تأثیرپذیر خود آموخته بود، خود شروع به ارائه مکرر نظر در مورد سیاست‌های کشاورزی به حوزه قضایی کرد.

## زیر دستشیمازو ناری‌آکیرا
نظر ارائه شده توسط سایگو تاکاموری توجه شخص خاصی را به خود جلب کرد: شیمازو ناری‌آکیرا، یازدهمین ارباب فئودال قلمرو ساتسوما، که به خاطر هوش و ذکاوتش مشهور بود. شیمازو ناری‌آکیرا پسر ارشد دهمین فئودال، شیمازو ناریئوکی، بود و جد بزرگش، هشتمین فئودال، شیمازو شیگه‌هیده بود که به خاطر عشق به یادگیری و علاقه‌اش به مطالعات هلندی 蘭癖 らんぺき ja:蘭癖 ] مشهور بود. گفته می‌شود شیمازو ناری‌آکیرا که در دوران کودکی مورد علاقهٔ شیگه‌هیده بود، فردی روشنفکر نیز بوده است. شیمازو ناری‌آکیرا پس از اینکه ارباب قلمرو شد، اصلاحاتی را در حکومت قلمرو انجام داد. او برای غنی‌سازی کشور و تقویت ارتش آن سخت تلاش کرد و به‌طور فعال افراد با استعداد را ارتقا داد. تنها در هفت سال و نیم، او موفق شد قلمرو ساتسوما را به یک نیروگاه نظامی تبدیل کند. گفته می‌شود که بدون شیمازو ناری‌آکیری با استعداد، سایگو تاکاموری به چنین مرد بزرگی تبدیل نمی‌شد.
در سال ۱۸۵۴ (اولین سال دوره آنسی)، سایگو تاکاموری به مقام «ناکائوکوشو» منصوب شد، مقامی که شامل انجام کارهای متفرقه برای ارباب فئودال می‌شد. سپس به او دستور داده شد که به عنوان یک ملازم معمولی در ادو خدمت کند و قرار بود در مأموریت‌های سیستم حضور و غیاب متناوب دایمیوها در ادو شیمازو ناری‌آکیرا به صفوف او بپیوندد. علاوه بر این، اندکی پس از ورود به ادو، او به عنوان رئیس باغ‌ها منصوب شد و به عنوان منشی و محافظ ارباب خدمت کرد. بدین ترتیب، سایگو تاکاموری از نزدیک به ارباب، شیمازو ناری‌آکیرا، خدمت کرد. سایگو تاکاموری به دستور شیمازو ناری‌آکیرا به جاهای مختلفی فرستاده شد. تقریباً در همین زمان بود که او با سامورایی و محقق قلمرو میتو فوجیتا توکو و سامورایی قلمرو اچیزن هاشیموتو سانای تعامل داشت، که گفته می‌شود تأثیر زیادی بر شخصیت و افکار سایگو تاکاموری داشته‌اند. او همچنین سخت تلاش کرد تا ازدواجی بین دخترخوانده شیمازو ناری‌آکیرا، آتسوهیمه (تنشوئین)، و سیزدهمین شوگون، توکوگاوا توکوگاوا ایه‌سادا، ترتیب دهد. به این ترتیب، سایگو تاکاموری شبکه خود را تحت نظر شیمازو ناری‌آکیرا گسترش داد و به عنوان یک سیاستمدار رشد کرد.
در آن زمان شوگون توکوگاوا ایه‌سادا در وضعیت بیماری قرار داشت و در شرایطی بود که نمی‌توانست انتظار وارثی داشته باشد. این موضوع به بحث جانشینی شوگون منجر شد. شیمازو شیمازو ناری‌آکیرا و دیگران (جناح هیتوتسوباشی) در تلاش بودند تا از هیتوتسوباشی یوشینوبو، پسر توکوگاوا ناری‌اکی، ارباب قلمرو میتو، به عنوان شوگون بعدی حمایت کنند. در مقابل این، گروهی موسوم به «جناح نانکی» قرار داشت که در پی حمایت از توکوگاوا یوشیتومی از خاندان کی توکوگاوا بود. این مسئله در سال ۱۸۵۸ (پنجمین سال دوره آنسی) حل شد، زمانی که ایی نائوسوکه، ارباب قلمرو هیکونه، که از حامیان نانکی بود، به عنوان مشاور ارشد منصوب شد. دومی با قاطعیت تصمیم گرفت که یوشینوبو شوگون بعدی باشد. در بحبوحه همه این اتفاقات، شیمازو ناری‌آکیرا ناگهان از دنیا رفت. محتمل‌ترین علت مرگ وبا و اسهال خونی بود، اما چون این اتفاق خیلی ناگهانی رخ داد، در آن زمان شایعاتی مبنی بر مسموم شدن او وجود داشت. مرگ ناگهانی شیمازو ناری‌آکیرا، سایگو تاکاموری را به اعماق ناامیدی کشاند.
در یک مقطع، سایگو تاکاموری حتی تصمیم به جونشی (خودکشی پس از مرگ ارباب) گرفت، اما راهبی به نام گشّو او را متقاعد کرد که وصیت شیمازو ناری‌آکیرا را ادامه دهد و خود را وقف امور ملت کند.

### پاکسازی آنسی
هنگامی که پاکسازی آنسی (سرکوب کسانی که با بازگشایی ژاپن بر جهان خارج مخالف بودند) توسط ایی نائوسوکه، مشاور ارشد شوگون‌سالاری ادو، آغاز شد، گشّو که به حمایت از هیتوتسوباشی یوشینوبو کمک کرده بود، نیز تحت تعقیب قرار گرفت. سایگو تاکاموری تصمیم گرفت گشّو را در ساتسوما پنهان کند. با این حال، هنگامی که به ساتسوما بازگشت، به دلیل تحت تعقیب بودن توسط پلیس، از ورود او جلوگیری شد؛ بنابراین تصمیم گرفته شد که گشو به ولایت هیوگا تبعید شود. تبعید به هیوگا فقط تبعید نبود، بلکه او در مرز اعدام می‌شد. به سایگو تاکاموری دستور داده شد تا این وظیفه را انجام دهد. نیمه‌شب ۱۵ نوامبر ۱۸۵۸ (دوره آنسی ۵)، سایگو تاکاموری به مسافرخانه‌ای که گشو در آن اقامت داشت رفت. سپس سوار قایق شد و به سمت خلیج کینکو (خلیج کاگوشیما) حرکت کرد. سایگو تاکاموری که از تصمیم قلمرو عصبانی بود و کاملاً از مسئولیت خود آگاه بود، گشو را محکم در آغوش گرفت و خود را به دریا انداخت. آن دو توسط دیگر مسافران بیرون کشیده شدند، اما گشو قبلاً مرده بود. سایگو تاکاموری نیز در آستانهٔ مرگ بود. با این حال، او به طرز معجزه آسایی نجات پیدا کرد. در واکنش به این حادثه غرق شدن، خاندان اربابی ساتسوما تصمیم گرفتند اعلام کنند سایگو تاکاموری به همراه گشو مرده است تا توسط شوگون‌سالاری دستگیر نشود.

### تبعید به آمامی اوشیما

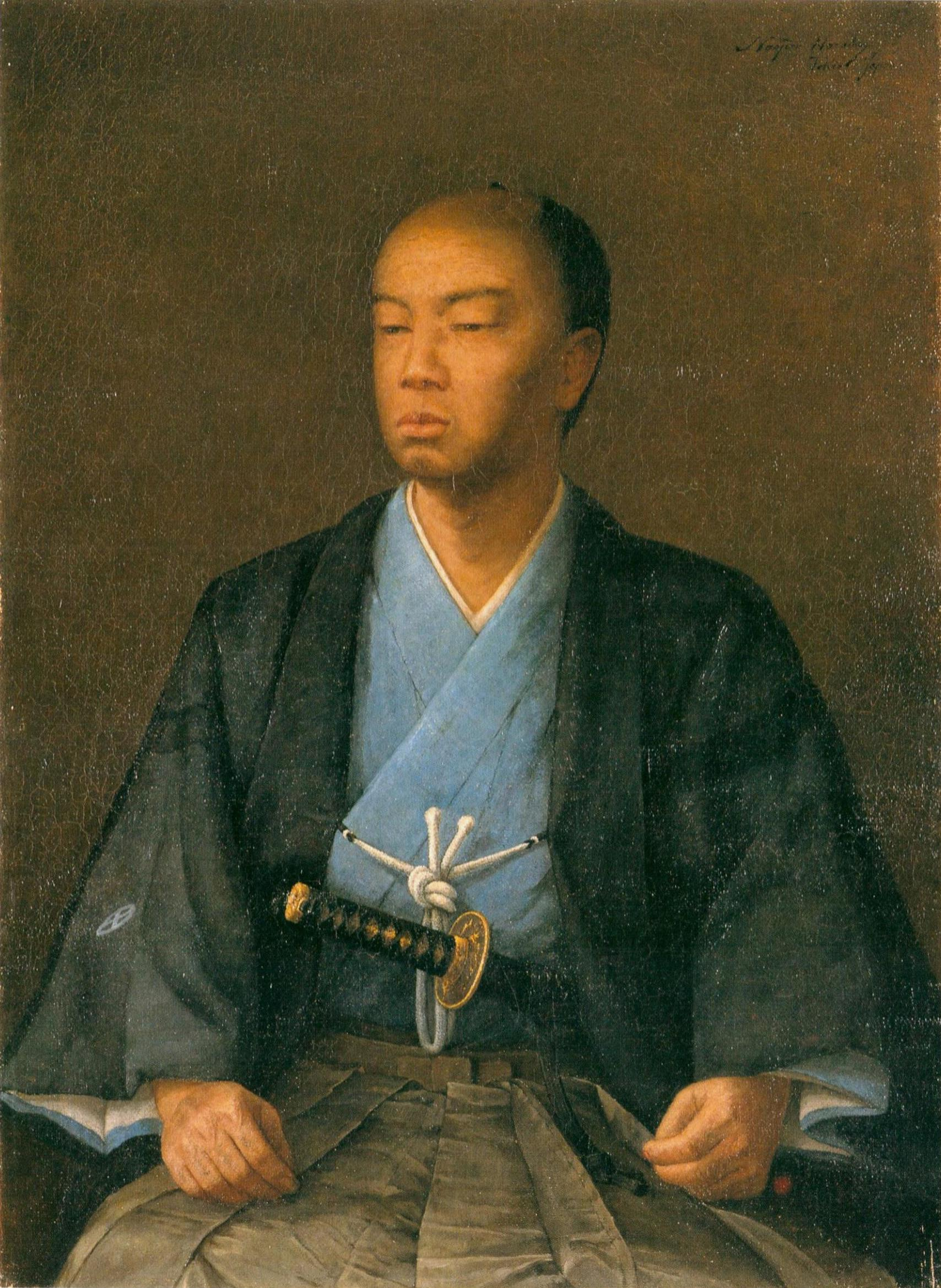
شیمازو هیسامیتسو، پدر ارباب قلمرو ساتسوما، شیمازو تادایوشی که قدرت واقعی را در این قلمرو در دست داشت.

سایگو تاکاموری به آمامی اوشیما (جزیره‌ای در جنوب غربی استان کاگوشیما) تبعید شد. او همچنین نام خود را به «کیکوچی گنگو» (به ژاپنی: 菊池源吾) تغییر داد.
با این حال، آنها به عنوان مجرم تبعید نشدند و به آنها مقرری برنج 扶持米 ふちまい (فوچی مای: برنجی که به عنوان حقوق داده می‌شود) داده شد. با این حال، او نتوانست به راحتی با زندگی در آمامی اوشیما سازگار شود و ناامیدی‌اش از اینکه نمی‌توانست در سیاست دخالت کند، او را تا آستانه فروپاشی روانی پیش برد. سایگو تاکاموری همچنین از نگاه اهالی جزیره به خود، گویی یک جنایتکار تبعیدی است، در رنج و عذاب بود، اما او با آموزش کودکان جزیره و اعتراض به مسئولان بی‌منطق، کم‌کم اعتماد اهالی جزیره را به خود جلب کرد. او سرانجام با یک زن محلی به نام آیکانا 愛加那 あいかな） (همسر جزیره‌ای: همسری برای فقط در مدتی که جزیره بود) ازدواج کرد و آنها صاحب یک پسر و یک دختر شدند. سه سال پس از تبعید به آمامی اوشیما، سایگو تاکاموری که زندگی آرامی در جزیره داشت، احضاریه‌ای از حوزه دریافت کرد. اوکوبو توشیمیچی، که در آن زمان رهبری دولت حوزه را بر عهده داشت، به شدت در این امر دخیل بود. در زمانی که سایگو تاکاموری در آمامی اوشیما بود، اوضاع به طرز چشمگیری در حال تغییر بود.
ایی نائوسوکه در حادثه ساکورادامون (۱۸۶۰) کشته شد و فعالیت‌های جناح سوننو جوئی (احترام به امپراتور، بیرون راندن بیگانگان) فعال‌تر شد. علاوه بر این، در قلمرو ساتسوما، پدر ارباب قلمرو، شیمازو هیسامیتسو (برادر ناتنی ارباب قبلی شیمازو ناری‌آکیرا)، قدرت واقعی به دست آورده بود و شروع به تلاش برای اتحاد بین دربار و شوگون‌سالاری کرده بود (استراتژی‌ای برای تثبیت اوضاع سیاسی از طریق همکاری بین شوگون‌سالاری و دربار امپراتوری). بنابراین اوکوبو توشیمیچی نقشه‌ای کشید تا هیسامیتسو به همراه سربازانش به کیوتو لشکرکشی کند. قرار بود دربار امپراتوری به شوگون‌سالاری دستور دهد تا هیتوتسوباشی یوشینوبو را به عنوان سرپرست شوگون و ماتسودایرا شونگاکو (ارباب قلمرو فوکویی فرقه هیتوتسوباشی، بعدها رهبر سیاسی) را به عنوان مشاور ارشد منصوب کند. برای دستیابی به این هدف، قدرت سایگو تاکاموری که با اربابان فئودال و اشراف مختلف ارتباط داشت، ضروری بود. علاوه بر این، بینش و تجربه سایگو تاکاموری در مذاکره در امور ملی مفید بود. با توجه به این موضوع، اوکوبو از هیسامیتسو درخواست کرد که سایگو تاکاموری را فراخواند.
در فوریه ۱۸۶۲ (دوره بونکیو ۲)، تبعید سه ساله سایگو تاکاموری در جزیره آمامی اوشیما به پایان رسید. هنگامی که سایگو تاکاموری به قلعه کاگوشیما بازگشت، از نقشه هیسامیتسو برای رفتن به کیوتو مطلع شد. با این حال، او با این نقشه مخالفت کرد و معتقد بود که انجام این کار برای هیسامیتسو که نه ارتباطاتی دارد و نه تجربه‌ای، غیرممکن است و با هیسامیتسو درگیر شد. با این حال، رفتن هیسامیتسو به کیوت قطعی بود. سایگو تاکاموری چاره‌ای جز رفتن به شیمونوسکی به عنوان گروه پیشرو نداشت، اما هیسامیتسو به او دستور داد که «در شیمونوسکی منتظر بماند». وقتی سایگو تاکاموری به شیمونوسکی رسید، شنید که «میهن‌پرستان سوننو جوئی در کیوتو و اوساکا جمع شده‌اند و اگر هیسامیتسو به کیوتو برود، ممکن است منفجر شوند.» سایگو تاکاموری که نگران بود مبادا جنگ بین شوگون‌سالاری و ساتسوما در بگیرد، بدون اینکه منتظر هیسامیتسو بماند، به سرعت به سمت اوساکا حرکت کرد. در همین حال، هیسامیتسو بی‌خبر از این موضوع به شیمونوسکی رسید. وقتی فهمید که دستورهایش نادیده گرفته شده است و شایع‌های شنید مبنی بر اینکه «سایگو تاکاموری در تلاش است تا فرقه سوننو-جوئی را تحریک کند»، خشم هیسامیتسو فوران کرد.
سایگو پس از بازگشت به ساتسوما، بلافاصله شیمازو هیسامیتسو را به عنوان یک «بی‌عرضه روستایی» مسخره کرد و دوباره به دلیل نافرمانی از دستورها تبعید شد.

### تبعید به توکونوشیما و اوکینوئرابوجیما
سایگو تاکاموری تنها پنج ماه پس از فراخوانده شدن از آمامی اوشیما، دستگیر و به توکونوشیما، در جنوب غربی آمامی اوشیما، تبعید شد. برخلاف دوران حضورش در آمامی اوشیما، سایگو تاکاموری به عنوان یک خلافکار به این جزیره تبعید شد. به همین دلیل، او مجبور شد تحت نظارت قاضی محلی زندگی کند، اما گفته می‌شود که او با آموزش خواندن و نوشتن به فرزندان مقام‌های جزیره و انجام فعالیت‌های دیگری مانند شکار و ماهیگیری، از دوران خود در آنجا لذت می‌برد. علاوه بر این، آیکانا که مجبور شد در آمامی اوشیما جا بماند، فرزندانش را به توکونوشیما فرستاد.
با این حال، حدود دو ماه پس از تبعید به توکونوشیما، مجازات دیگری تعیین شد: تبعید به اوکینوئرابوجیما، واقع در جنوب غربی‌تر. در آن زمان، تبعید به اوکینوئرابوجیما مجازاتی بود که پس از مجازات اعدام، در درجه دوم اهمیت قرار داشت. آنچه در جزیره اوکینورابو در انتظار سایگو تاکاموری بود، یک سلول زندان به مساحت حدود ۶٫۶ متر مربع بود که در ساحل دریا ساخته شده بود. این سلول با ساختاری زمخت، به جای دیوار، با شبکه‌های زمخت احاطه شده بود و باد و باران بی‌رحمانه به داخل سلول می‌وزید.
به دلیل این شرایط بد و غذای نامناسب، سایگو تاکاموری به تدریج ضعیف‌تر شد، اما حتی در این شرایط وخیم، گفته می‌شود که او بی‌صدا در سلول خود می‌نشست. یکی از مقام‌های محلی به نام ماساترو تسوچیموچی با دیدن سایگو تاکاموری تحت تأثیر قرار گرفت و از قاضی خواست که یک سلول زندان جدید برای او بسازد. قاضی موافقت کرد و این بار یک سلول زندان در داخل خانه ساخته شد.
در این مدت، او با یک محقق و تبعیدی به نام کاواگوچی سپو آشنا شد که به او شعر و خوشنویسی چینی آموخت. گفته می‌شود که تحت تأثیر او، سایگو تاکاموری بیش از ۱۳۰۰ کتاب خواند. او همچنین یک مدرسه خصوصی در حجره خود افتتاح کرد و شروع به آموزش جوانان در جزیره نمود.

### حادثه ناماموگی
در زمانی که سایگو تاکاموری در تبعید زندگی می‌کرد، مجموعه‌ای از وقایع تاریخی یکی پس از دیگری رخ داد، از جمله حادثه ناماموگی (که در آن سامورایی ساتسوما یک تاجر بریتانیایی را به دلیل عبور از صفوف هیسامیتسو و همراهانش کشت)، جنگ آنگلو-ساتسوما (بمباران کاگوشیما به تلافی حادثه ناماموگی) و کودتای ۱۸ اوت (که در آن نیروهای رادیکال سوننو جوئی مانند قلمرو چوشو توسط قلمرو ساتسوما و دیگران از کیوتو اخراج شدند).
در نهایت، شورای سانیو (شورایی از فئودال‌های قدرتمند به دستور دربار امپراتوری) سازماندهی شد، اما تنها پس از سه ماه از هم پاشید. بدین ترتیب، هدف هیسامیتسو برای اتحاد دربار امپراتوری و شوگون‌سالاری کاملاً به بن‌بست رسید. تقریباً در همان زمان، بار دیگر از درون قلمرو ساتسوما فراخوانی برای فراخواندن سایگو تاکاموری به گوش رسید. هیسامیتسو با اکراه موافقت کرد و سایگو تاکاموری مورد عفو قرار گرفت. این حدود یک سال و نیم پس از تبعید او به اوکینورابوجیما بود.
سایگو تاکاموری پس از ملاقات با هیسامیتسو در کیوتو، به عنوان افسر نظامی و مسئول پذیرش در حوزه‌های مختلف (فرمانده کل ارتش و مسئول دیپلماسی) منصوب شد. با وجود فراز و نشیب‌های فراوان، سایگو تاکاموری به شخصیتی تأثیرگذار در قلمرو تبدیل شد. سپس این دوران به سرعت به سمت سرنگونی شوگون‌سالاری پیش رفت. حادثه ایکه‌دایا (حادثه‌ای که در آن شینسنگومی به ضدبیگانگان رادیکال حمله کرد) باعث شد ارتش چوشو وارد کیوتو شود. برای متوقف کردن این امر، به قلمرو ساتسوما نیز دستور داده شد تا نیروهایی اعزام کند. در ابتدا، سایگو تاکاموری از این دستور سر باز زد، اما ساتسوما به نبرد پیوست و پیروزی بزرگی به دست آورد. سپس، قلمرو چوشو شکست خورد و فرار کرد. این حادثه کینمون (حادثه هاماگوری گومون) بود. چوشو از کودتای ۱۸ اوت از ساتسوما کینه به دل داشت، اما دشمنی با ساتسوما در این برهه تعیین‌کننده شد. با سوءاستفاده از این حادثه، شوگون‌سالاری مجوز امپراتوری را برای حمله به چوشو دریافت کرد. سایگو تاکاموری نیز در ابتدا مشتاق فتح چوشو بود، که به دشمن دربار امپراتوری تبدیل شده بود. سایگو تاکاموری برای تحقق هرچه سریع‌تر این موضوع، با کاتسو کایشو ملاقات کرد. با این حال، کاتسو کایشو، یکی از دست‌نشاندگان ارشد شوگون‌سالاری، از شوگون‌سالاری انتقاد کرد. در همین حال، در آن زمان بی‌اعتمادی در ساتسوما نسبت به شوگون‌سالاری وجود داشت و تصمیم گرفته شد که اتحادی از قلمروهای قدرتمند ایجاد شود. در مورد لشکرکشی به چوشو، رویکرد سختگیرانه‌ای که تا آن زمان اتخاذ شده بود نیز تغییر کرد. سایگو تاکاموری به عنوان رئیس ستاد ارتش لشکرکشی به چوشو، فرمانده کل قوا، منصوب شد. او سپس اصرار داشت که با چوشو با ملایمت رفتار کند و توکوگاوا یوشیکاتسو، فرماندار کل ارتش سیچو، این را پذیرفت.
بنابراین سایگو تاکاموری، خاندان اربابی چوشو را متقاعد کرد که تسلیم شوگون‌سالاری شود و خود به خاک دشمن رفت. تلاش‌های او ثمر داد و دستور داده شد تا نیروهای تنبیهی که به چوشو نزدیک می‌شدند (اولین لشکرکشی چوشو) منحل شوند. اگرچه اولین لشکرکشی چوشو با صلح به پایان رسید، اما دوباره در درون شوگون‌سالاری نظراتی برای حمله به چوشو مطرح شد؛ بنابراین دستور دومین لشکرکشی چوشو داده شد. بار دیگر، چوشو در تنگنا قرار گرفت.
در همین حال، خاندان ساتسوما نیز بر سر نحوه برخورد با کسانی که در شورش تنگوتو (حادثه‌ای که در آن جناح سوننو-جوئی حزب تنگو از قلمرو میتو به مبارزه مسلحانه برخاستند) تسلیم شده بودند، با شوگون‌سالاری درگیری عمیقی داشت. در این شرایط بود که اتحاد ساتسوما-چوشو تشکیل شد. قلمرو چوشو بدون سلاح بود زیرا شوگون‌سالاری آنها را از تهیه سلاح از خارج از کشور منع کرده بود، در حالی که قلمرو ساتسوما با کمبود برنج مواجه بود.
یک موقعیت برد-برد سه‌جانبه ارائه شد: آنها آنچه را که نداشتند مبادله می‌کردند و خرید سلاح و مهمات و حمل و نقل تدارکات توسط کایئنتای ( کامه‌یاماشاچو) (یک انجمن تجاری که توسط ریوما ساکاموتو و دیگران تشکیل شده بود) انجام می‌شد. تا آن زمان، دو طرف با یکدیگر اختلاف داشتند، اما با میانجیگری ریوما ساکاموتو و شینتارو ناکائوکا به توافق رسیدند.
ساتسوما که با چوشو متحد شده بود، تصمیم گرفت در دومین لشکرکشی چوشو شرکت نکند. نیروهای چوشو با ۳۵۰۰ سرباز در مقایسه با نیروهای ۱۰۰٬۰۰۰ نفری شوگون‌سالاری، اختلاف چشمگیری در قدرت نظامی داشتند. با این حال، نبرد به نفع چوشو پیش رفت. چوشو آخرین سلاح‌های تهیه شده از ساتسوما را در اختیار داشت و با توجه به اینکه بقای قلمرو آنها در خطر بود، روحیهٔ چوشوها بسیار بالاتر از نیروهای شوگون‌سالاری بود. در بحبوحه همه این اتفاق‌ها، شوگون چهاردهم توکوگاوا ایه‌موچی ناگهان درگذشت و دومین لشکرکشی چوشو با شکست غیرمنتظره‌ای برای نیروهای شوگون‌سالاری به پایان رسید. پس از مرگ توکوگاوا ایه‌موچی، پانزدهمین شوگون، توکوگاوا یوشینوبو، به عنوان شوگون منصوب شد. ساتسوما که قصد داشت از طریق اتحاد با قلمروهای قدرتمند، قدرت را به دست گیرد، در شورای چهار ارباب (یک نهاد مشورتی برای یوشینوبو و دیگران، متشکل از شیمازو هیسامیتسو و سه نفر دیگر) طرحی را برای به دام انداختن یوشینوبو پیشنهاد داد. با این حال، شورای چهار ارباب در نهایت نتوانست به اجماع برسد و از هم پاشید، و همین امر باعث شد ساتسوما مسیر خود را تغییر دهد و رویکردی مسلحانه‌تر برای سرنگونی شوگون‌سالاری اتخاذ کند.
از سوی دیگر، نیروهایی بودند که سعی در متوقف کردن این امر داشتند. این نیروها گروهی بودند که حول محور قلمرو توسا می‌چرخیدند و به دنبال احیای حکومت امپراتوری بودند. با این حال، همه سامورایی‌های ساتسوما طرفدار سرنگونی شوگان‌ها با زور نبودند و همه سامورایی‌های توسا طرفدار بازگرداندن قدرت به امپراتور نبودند. افراد در هر مقامی با یکدیگر مذاکره می‌کردند. در همین حال، اوکوبو توشیمیچی، که به دنبال توجیهی برای سرنگونی شوگون‌سالاری بود، سخت تلاش می‌کرد تا فرمان مخفی امپراتوری برای سرنگونی شوگون‌سالاری را به دست آورد. و اگرچه این دستور توسط دربار امپراتوری صادر شده بود، یوشینوبو ابتکار عمل را به دست گرفت و در ۱۴ اکتبر ۱۸۶۷ (دوره کیئو ۳) دادخواستی برای بازگشت قدرت سیاسی به امپراتور (تایسی هوکان) ارائه کرد. این امر توجیه سرنگونی شوگون‌سالاری را از بین برد.
با این حال، اگرچه شوگون‌سالاری تصمیم گرفته بود قدرت را به دربار امپراتوری بازگرداند، دربار امپراتوری در آن زمان توانایی سیاسی لازم برای به دست گرفتن قدرت را نداشت. علاوه بر این، نخبگان حاکم در دربار امپراتوری در آن زمان اشرافی بودند که از یوشینوبو حمایت می‌کردند؛ بنابراین، حتی پس از اصلاحات میجی، یوشینوبو همچنان قدرت واقعی را در دست داشت؛ بنابراین سایگو تاکاموری و ایواکورا تومومی، اشراف دربار، کودتایی را برای بازگرداندن سلطنت طرح‌ریزی کردند. در نتیجه، آنها موفق شدند اشراف درباری را که از یوشینوبو/کیکی حمایت می‌کردند، برکنار کنند. اعلامیه بزرگ احیای سلطنت صادر شد و دولت جدیدی با محوریت «رئیس»، «مشاور ارشد» و «مشاور» تشکیل شد.
علاوه بر این، در جلسه کوگوشو که آن شب برگزار شد، تصمیم گرفته شد که کِیکی استعفا دهد و از مقام و مالکیت زمین رسمی خود دست بکشد. با این حال، ماتسودایرا شونگاکو و دیگران در فکر استقبال از یوشینوبو به عنوان عضوی از دولت جدید بودند. اگر این امر پذیرفته می‌شد، برای ساتسوما که هدفش سرنگونی شوگون‌سالاری بود، فاجعه‌ای رخ می‌داد. درست همان‌طور که بیم آن می‌رفت که استعفا و واگذاری زمین تضعیف شود، ارتش شوگون‌سالاری سابق اقامتگاه ساتسوما در ادو را به آتش کشید.

### جنگ بوشین
پس از آن، نیروهای سابق شوگون‌سالاری به سمت غرب پیشروی کردند و وارد قلعه اوساکا شدند، جایی که یوشینوبو و ملازمان سابق شوگون‌سالاری او در آنجا بودند. سپس یوشینوبو دستور سرنگونی ساتسوما را داد و نیروهای سابق شوگون‌سالاری به سمت کیوتو پیشروی کردند. برای متوقف کردن آنها، نیروهای دولتی جدید در توبا-فوشیمی با آنها روبرو شدند. سپس، در ۳ ژانویه ۱۸۶۸ (دوره کیئو ۴)، نبرد توبا-فوشیمی آغاز شد. این آغاز جنگ بوشین بین نیروهای دولتی جدید و نیروهای شوگون‌سالاری سابق بود.
روز بعد چهارم ژانویه، جناح جدید دولت با پرچم امپراتوری نیشیکینومی برافراشته شد و روحیه نیروهای سابق شوگون‌سالاری که در همان روز به دشمنان دربار امپراتوری تبدیل شده بودند، به‌طور قابل توجهی کاهش یافت. در ششم ژانویه، یوشینوبو علیه نیروهای جدید دولت اعلام جنگ تا پای جان کرد، اما همان شب، خود یوشینوبو از قلعه اوساکا فرار کرد. او سوار یک کشتی جنگی شد و به ادو بازگشت. روز بعد، دربار امپراتوری دستور دستگیری و کشتن یوشینوبو/کِیکی را صادر کرد. بدین ترتیب، نبرد توبا-فوشیمی با پیروزی دولت جدید پایان یافت و میدان نبرد به ادو منتقل شد. دولت جدید، ستاد بزرگ لشکرکشی شرقی (توسئی‌دای‌سوتوکو) را تأسیس کرد و ارتش توسئی به سه گروه تقسیم شد و به سمت ادو پیشروی کرد. سایگو تاکاموری، که به عنوان افسر ستاد بزرگ لشکرکشی شرقی منصوب شده بود، از جاده توکایدو عبور کرد و وارد قلعه سونپو شد که با خاندان توکوگاوا ارتباط داشت. سپس تصمیم گرفته شد که در ۱۵ مارس یک حمله همه‌جانبه به ادو آغاز شود.
از سوی دیگر، کسانی در شوگون‌سالاری سابق بودند که طرفدار جنگ تا آخرین نفس بودند، اما یوشینوبو تصمیم گرفت تسلیم دربار امپراتوری را نشان دهد. یوشینوبو پس از واگذاری کامل اختیارهای خود به کاتسو کایشو، زندگی در حبس خانگی در معبد کانئی در اوئنو را آغاز کرد.
در ۹ مارس، یامائوکا تشو، یکی از مقام‌های شوگون‌سالاری، به تنهایی وارد قلعه سونپو شد تا نامه‌ای از کاتسو کایشو مبنی بر قصد کِیکی برای تسلیم شدن در برابر سایگو تاکاموری را تحویل دهد. گفته می‌شود که سایگو تاکاموری تحت تأثیر وفاداری یامائوکا تشو به اربابش قرار گرفته بود. در ۱۳ و ۱۴ مارس، سایگو تاکاموری با کاتسو کایشو در ادو ملاقات کرد. در طول این جلسه، تصمیم گرفته شد که یوشینوبو در قلمرو میتو تحت بازداشت خانگی قرار گیرد و شوگون‌سالاری سابق قلعه ادو را تسلیم کند. بدین ترتیب، حمله عمومی به ادو لغو شد و منجر به تسلیم بدون خونریزی ادو در ۱۱ آوریل شد. با این حال، هنوز بسیاری از مردم تسلیم حکومت جدید نشدند و نبرد اوئنو که به مقاومت همه‌جانبه شوگیتای معروف است، در اوئنو، توکیو، درگرفت. قلمرو ناگائوکا و قلمرو آیزو نیز سرسختانه در برابر حکومت جدید مقاومت کردند (نبرد هوکوئتسو و نبرد آیزو). علاوه بر این، اتحاد اواوئه‌تسو رپان توسط قلمروهای توهوکو تشکیل شد و نبردهای شدیدی در مناطق هوکوریکو و توهوکو درگرفت. سایگو تاکاموری برادر کوچکترش سایگو کیچیجیرو را نیز در ولایت ایچیگو از دست داد. در بخش شمالی کشور، انوموتو تاکه‌آکی، دست‌نشانده سابق شوگون‌سالاری، و نیروهای دولتی جدید با هم درگیر شدند (نبرد هاکوداته)، اما در ماه مه ۱۸۶۹ (دوره میجی ۲) تسلیم شدند و بدین ترتیب جنگ بوشین به پایان رسید. در همین حال، سایگو تاکاموری پس از سرکوب قلمرو شونای ناگهان به زادگاهش کاگوشیما بازگشت. او وقت خود را صرف لذت بردن از یک زندگی آرام، رفتن به چشمه‌های آب گرم، شکار و سرودن شعر کرد. بعدها، به درخواست ارباب قلمرو، شیمازو تادایوشی، در اداره قلمرو مشارکت کرد. او اصلاحات مختلفی از جمله اصلاح سیستم نظامی قلمرو ساتسوما را انجام داد.

### به دولت جدید بازگشت و لغو املاک فئودالی و ایجاد بخشداری‌ها را اجرا کرد

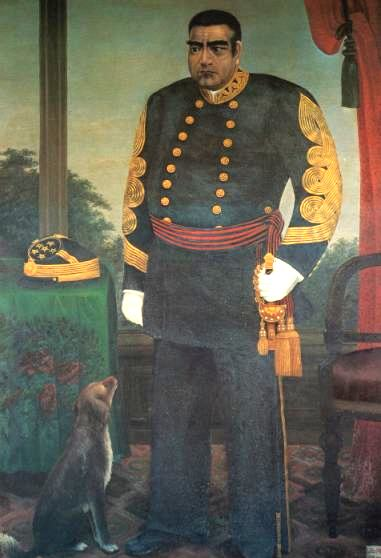

دولت جدید در فکر دعوت مجدد از سایگو تاکاموری بود. این به این دلیل بود که دولت جدید در آن زمان با مشکلاتی روبرو بود. اقتدار دولت جدید به دلیل فساد در میان مقام‌های دولتی و شورش‌های سامورایی رو به کاهش بود. علاوه بر این، کشور از مشکلات مالی رنج می‌برد، بنابراین به یک راه حل نیاز بود: لغو حوزه‌های فئودالی یا هان (ژاپن) و ایجاد فرمانداری‌ها (انحلال حوزه‌های فئودالی و قرار دادن کل کشور تحت کنترل مستقیم دولت جدید). لغو قلمروهای فئودالی و تأسیس فرمانداری‌ها به معنای محرومیت اربابان فئودال سابق (فرمانداران اصلی) از امتیازها و پایگاه‌های اقتصادی‌شان بود. از آنجایی که انتظار مقاومت شدید طبیعی بود، بازگشت سایگو تاکاموری که از محبوبیت چشمگیری برخوردار بود، مطلوب بود؛ بنابراین توشیمیچی اوکوبو از سایگو جودو (سایگو تسوگومیچی)، برادر کوچکتر تاکاموری سایگو، خواست تا تاکاموری سایگو را متقاعد کند. پس از آن، او به همراه ایواکورا تومومی از کاگوشیما بازدید کرد و رسماً از تاکاموری سایگو خواست تا به دنیای سیاست مرکزی بازگردد. سایگو تاکاموری نیز این را پذیرفت. او ارتشی را مستقیماً تحت نظر دولت جدید به نام «گوشینپی» سازماندهی کرد و تلاش کرد از آن نیروی نظامی برای لغو قلمروهای فئودالی و ایجاد بخشداری‌ها استفاده کند. در ژوئیه ۱۸۷۱ (۴ میجی)، لغو قلمروهای فئودالی و ایجاد بخشداری‌ها با موفقیت انجام شد. در نوامبر همان سال، هیئت اعزامی ایواکورا به رهبری ایواکورا تومومی به عنوان سفیر فوق‌العاده و تام‌الاختیار از یوکوهاما حرکت کرد. کیدو تاکایوشی، اوکوبو توشی‌میچی، ایتو هیروبومی و دیگران نیز به عنوان معاونان فرستاده در این سفر شرکت داشتند. آنها برای انجام مذاکرات مقدماتی برای بازنگری در معاهده‌های نابرابر که شوگون‌سالاری توکوگاوا در پایان دوره ادو با کشورهای غربی منعقد کرده بود (اگرچه در نهایت هیچ نتیجه‌ای حاصل نشد) اعزام شدند. در همین حال، سایگو تاکاموری و ایتاگاکی تایسوکه مسئول غیبت دولت شدند. سایگو تاکاموری عملاً رئیس دولت شد. با این حال، تعهدی بین دولت و کسانی که به خارج از کشور سفر می‌کردند، منعقد شد تا اطمینان حاصل شود که دولت غایب به تنهایی عمل نخواهد کرد. با وجود این، دولت غایب به اجرای سیاست‌های نوسازی یکی پس از دیگری، مانند اصلاح مالیات بر زمین و اعلام خدمت سربازی ادامه داد.

### تأسیس یک مدرسه خصوصی در کاگوشیما
دولت جدید میجی با مشکلات دیپلماتیک متعددی روبرو بود که یکی از آنها مسئله کره بود. در آن زمان کره (کشور) در حالت انزوا قرار داشت و سعی در ایجاد روابط دوستانه با ژاپن نداشت. سپس دولت جدید با ایده بحث در مورد فتح کره (سیکان رون) (پیشنهادی برای اعزام نیرو به کره برای گشودن آن به روی جهان) ظهور کرد. در پاسخ به این موضوع، سایگو تاکاموری می‌خواست فرستاده‌ای بفرستد و اوضاع را به صورت مسالمت‌آمیز پیش ببرد. از سوی دیگر، اوکوبو و ایواکورا که تازه از اروپا و ایالات متحده بازگشته بودند، طرفدار «اولویت سرزمین اصلی» بودند و با نظر سایگو تاکاموری مخالفت کردند. در یک مقطع، جلسه کابینه تصمیم گرفت سایگو تاکاموری را به کره (کشور) بفرستد، اما ایواکورا سعی کرد از امپراتور درخواست کند تا این طرح را به تعویق بیندازد. سایگو تاکاموری چنان خشمگین شد که استعفای خود را تسلیم کرد. پس از این، حدود ۶۰۰ نفر از رهبران دولتی، پرسنل نظامی و بوروکرات‌ها نیز استعفا دادند (تغییر سیاسی سال ششم دوره میجی). اعتقاد بر این است که پیشینه این امر، مبارزه برای رهبری در درون دولت بود.
سایگو تاکاموری بار دیگر به زادگاهش کاگوشیما بازگشت. او وقت خود را با فراغت، انجام کارهای مزرعه، رفتن به حمام‌های چشمه آب گرم و شکار می‌گذراند. با این حال، کسانی که به پیروی از سایگو تاکاموری استعفا داده بودند نیز به کاگوشیما بازگشته‌اند و حضور آنها که از دولت ناراضی بودند، در صورت عدم کنترل، احتمالاً موجب برهم خوردن نظم و قانون می‌شد. در آن زمان، پیشنهادی برای تأسیس یک مدرسه خصوصی به سایگو تاکاموری رسید. سایگو تاکاموری برای جلوگیری از شورش جوانان تندخو و هدایت انرژی آنها به روشی مفید، تصمیم به تأسیس این مدرسه گرفت. مدارس خصوصی که به این شکل تأسیس شدند، آموزش نظامی، مطالعات کلاسیک چینی و مطالعات غربی ارائه می‌دادند و حتی دانشجویانی را برای تحصیل به خارج از کشور می‌فرستادند. فرمانداری کاگوشیما از این امر حمایت کرد. در نتیجه، فارغ‌التحصیلان مدارس خصوصی بیشتر و بیشتری سمت‌های مهمی را در فرمانداری به دست گرفتند و در نهایت حتی کنترل دولت فرمانداری را نیز به دست گرفتند.

### خودکشی در طولجنگ سینان

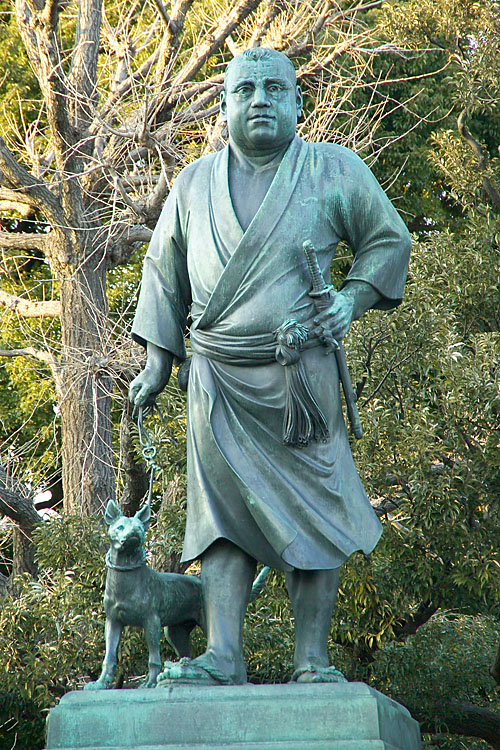
مجسمه

دولت میجی نسبت به چنین جنبش‌هایی در کاگوشیما محتاط بود. در آن زمان، شورش‌های مداومی توسط سامورایی‌های ناراضی در مکان‌های مختلف، مانند شورش شینپورن ((۱۸۷۶) استان کوماموتو) و شورش آکیزوکی ((۱۸۷۶) استان فوکوئوکا) وجود داشت.
سامورایی‌های ناراضی در سراسر کشور مشتاقانه منتظر قیام تاکاموری سایگو بودند. اگر تاکاموری سایگو دانش‌آموزان مدرسه خصوصی خود را در یک قیام رهبری می‌کرد، واضح بود که دولت آسیب زیادی می‌دید. دولت نگران حجم زیاد سلاح و مهمات ذخیره شده در کاگوشیما شد و هنگامی که سعی در مصادره آنها داشت، دانش‌آموزان یک مدرسه خصوصی شورش کردند و به یک انبار مهمات در سوموتا ja:草牟田 حمله کرده و سلاح‌ها و مهمات را دزدیدند. علاوه بر این، دولت گروهی از جاسوسان را تقریباً همزمان با این حادثه به کاگوشیما فرستاد. با این حال، مدرسه خصوصی این حرکت را شناسایی کرد و جاسوسان دستگیر شدند. سپس جاسوسان به توطئه برای ترور سایگو تاکاموری اعتراف کردند (اگرچه این نظر هم وجود دارد که این یک داستان ساختگی بوده است).
در پاسخ به این، درخواست‌ها برای اقدام نظامی در میان سامورایی‌های ساتسوما افزایش یافت. سپس، سایگو تاکاموری، که تصمیم گرفته بود دیگر نمی‌تواند نارضایتی سامورایی‌ها را سرکوب کند، تصمیم به تشکیل ارتش گرفت. در ۱۵ فوریه ۱۸۷۷ (دهم میجی)، بیش از ۱۰٬۰۰۰ سرباز ساتسوما (عمدتاً سامورایی‌های سابق ساتسوما به رهبری سایگو تاکاموری) در سنگین‌ترین بارش برف در ۶۰ سال گذشته راهپیمایی کردند. هدف آنها قلعه کوماموتو بود، جایی که نیروهای دولتی مستقر بودند. با شنیدن خبر قیام سایگو تاکاموری، دولت بلافاصله دستور حمله را صادر کرد.
در بیست و دوم، ارتش ساتسوما حمله‌ای را به قلعه کوماموتو آغاز کرد و این آغاز یکی از بزرگ‌ترین جنگ‌های داخلی در تاریخ ژاپن، جنگ سینان، بود. با این حال، قلعه کوماموتو قلعه‌ای مستحکم بود که توسط جنگ‌سالار سنگوکو، کاتو کیوماسا، ساخته شده بود. تصرف آن آسان نبود. علاوه بر این، نیروهای دولتی جدیدترین سلاح‌ها و مهمات را داشتند و تلاش‌های ارتش ساتسوما برای تصرف قلعه کوماموتو همگی شکست خورد؛ بنابراین ارتش تقسیم شد و به سمت شمال حرکت کرد، جایی که نبردهای شدیدی در نقاط مختلف درگرفت. بدین ترتیب، نبرد معروف به نبرد تاباروزاکا رخ داد. نیروهای دولتی از نیروهای ساتسوما که ماهرانه از تفنگ‌ها و شمشیرهای خود استفاده می‌کردند، وحشت داشتند. هفده روز پس از شروع نبرد، نیروهای دولتی سرانجام موفق به تصرف تاباروزاکا شدند، اما هر دو طرف تلفات سنگینی متحمل شدند. در ۱۶ اوت همان سال، سایگو تاکاموری دستور انحلال کل ارتش خود را صادر کرد. سپس تصمیم گرفت با افسران ارشد و نیروهای نخبه خود به کاگوشیما بازگردد. هنگامی که سایگو تاکاموری و ۳۷۲ مرد بازمانده وارد شیرویاما در کاگوشیما شدند، توسط نیروهای دولتی محاصره شدند. سپس، در اوایل صبح ۲۴ سپتامبر، نیروهای دولتی حمله‌ای همه‌جانبه را آغاز کردند. سایگو تاکاموری از ناحیه کمر و ران مورد اصابت گلوله قرار گرفت. او به بپو شینسوکه، که در همان نزدیکی بود، گفت که دیگر بس است و دستور داد سرش را از تنش جدا کنند. او در سن ۴۹ سالگی درگذشت. اگرچه سایگو تاکاموری از چهره‌های کلیدی در نوسازی میجی بود، اما به عنوان یک خائن به زندگی خود پایان داد.

## اوکوبو توشیمیچی

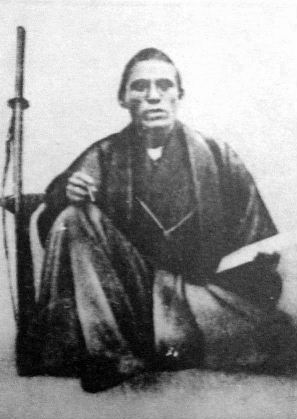
در جوانی

اوکوبو توشیمیچی سیاستمداری بود که از پایان دوره ادو تا اوایل دوره میجی زندگی می‌کرد. او در سال ۱۸۳۰ (دوره بونسی ۱۳) در خانواده‌ای از سامورایی‌های رده پایین از قلمرو ساتسوما متولد شد. «توشیمیچی» نام او پس از آغاز دوره میجی بود و در پایان دوره ادو با نام‌های «شوسوکه» و «ایچیزو» شناخته می‌شد.
وقتی او ۱۱ ساله بود، جنگ‌های تریاک در سرزمین اصلی چین آغاز شد. دودمان چینگ، که بر سرزمین اصلی حکومت می‌کرد، از بریتانیا شکست خورد و تسلیم شد. اوکوبو توشیمیچی دوران کودکی تأثیرپذیر خود را در دوران بحرانیِ پیشروی قدرت‌های اروپایی و آمریکایی به آسیا گذراند. به همین دلیل، «ساختن کشوری که بتواند با غرب رقابت کند» به هدف همیشگی اوکوبو توشیمیچی تبدیل شد.
در قلمرو ساتسوما، اوکوبو توشی‌میچی با سایگو تاکاموری متحد شد تا سِیچوگومی، یک گروه رادیکال از اصلاح‌طلبان در حکومت قلمرو، را سازماندهی کند، در عین حال به عنوان واسطه‌ای برای جلوگیری از اصطکاک بین قلمرو و سِیچوگومی نیز عمل می‌کرد. با حفظ این موضع، او اعتماد شیمازو هیسامیتسو را که به عنوان پدر ارباب قلمرو شیمازو تادایوشی قدرت واقعی را در دست داشت، جلب کرد. با وجود اینکه او یک سامورایی رده پایین بود، به یک مقام کلیدی در قلمرو ارتقا یافت.
سپس در سال ۱۸۶۲ (دوره بونکیو ۲)، با پشتوانه قدرت قلمرو قدرتمند ساتسوما (قلمرویی با نفوذ بر شوگون‌سالاری) به سیاست مرکزی روی آورد. در آن زمان، برای جبران کاهش اقتدار شوگون‌سالاری، قلمروهای قدرتمندی مانند قلمرو ساتسوما برای حمایت از شوگون‌سالاری متحد شدند و در بحبوحه ترویج «کوبو گاتای» (ائتلاف دربار امپراتوری و شوگون‌سالاری) بودند. قرار بود قدرت شوگون‌سالاری با ادغام شوگون‌سالاری با دربار امپراتوری تثبیت شود و با وضعیت دشوار پیشروی قدرت‌های غربی مقابله کند. با این حال، درگیری بین شوگون‌سالاری و قلمرو ساتسوما رخ داد و این طرح برای اتحاد دربار امپراتوری و شوگون‌سالاری از هم پاشید.
این باعث شد توشیمیچی اوکوبو فکر کند که «ژاپن آینده‌ای ندارد مگر اینکه شوگون‌سالاری را سرنگون کنیم و دولت جدیدی تأسیس کنیم که بتواند به تغییرات زمان پاسخ دهد» و به همراه متحدش تاکاموری سایگو، قلمروها را برای حمایت از سرنگونی شوگون‌سالاری رهبری کرد. به دنبال توصیه ریوما ساکاموتو و شینتارو ناکائوکا، او تصمیم گرفت با قلمرو قدرتمند چوشو که تا آن زمان دشمن او بود، اتحادی منعقد کند. پس از انعقاد اتحاد ساتسوما-چوشو، توشیمیچی اوکوبو گام‌های بلندی در جهت سرنگونی مسلحانه شوگون‌سالاری برداشت. در دسامبر ۱۸۶۷ (دوره کیئو ۳)، او به همراه «اعلامیه بزرگ احیای حکومت امپراتوری» به عضویت کابینه دولت جدید میجی درآمد. او مقام‌های دولت سلطنتی، مانند ایواکورا تومومی و سانجو سانه‌تومی را که از اشراف‌زادگان بودند و تمایلی به استفاده از زور نداشتند، متقاعد کرد و شروع به آماده شدن برای نبردی سرنوشت‌ساز کرد. در ۳ ژانویه ۱۸۶۸ (دوره کیئو ۴)، نبرد توبا-فوشیمی آغاز جنگ بوشین بین دولت جدید میجی و نیروهای شوگون‌سالاری سابق بود. در نتیجه پیروزی در این جنگ، دولت جدید میجی به دولت مرکزی جدید ژاپن تبدیل شد.

### به عنوان وزیر کشور، کنترل قدرت را به دست گرفت

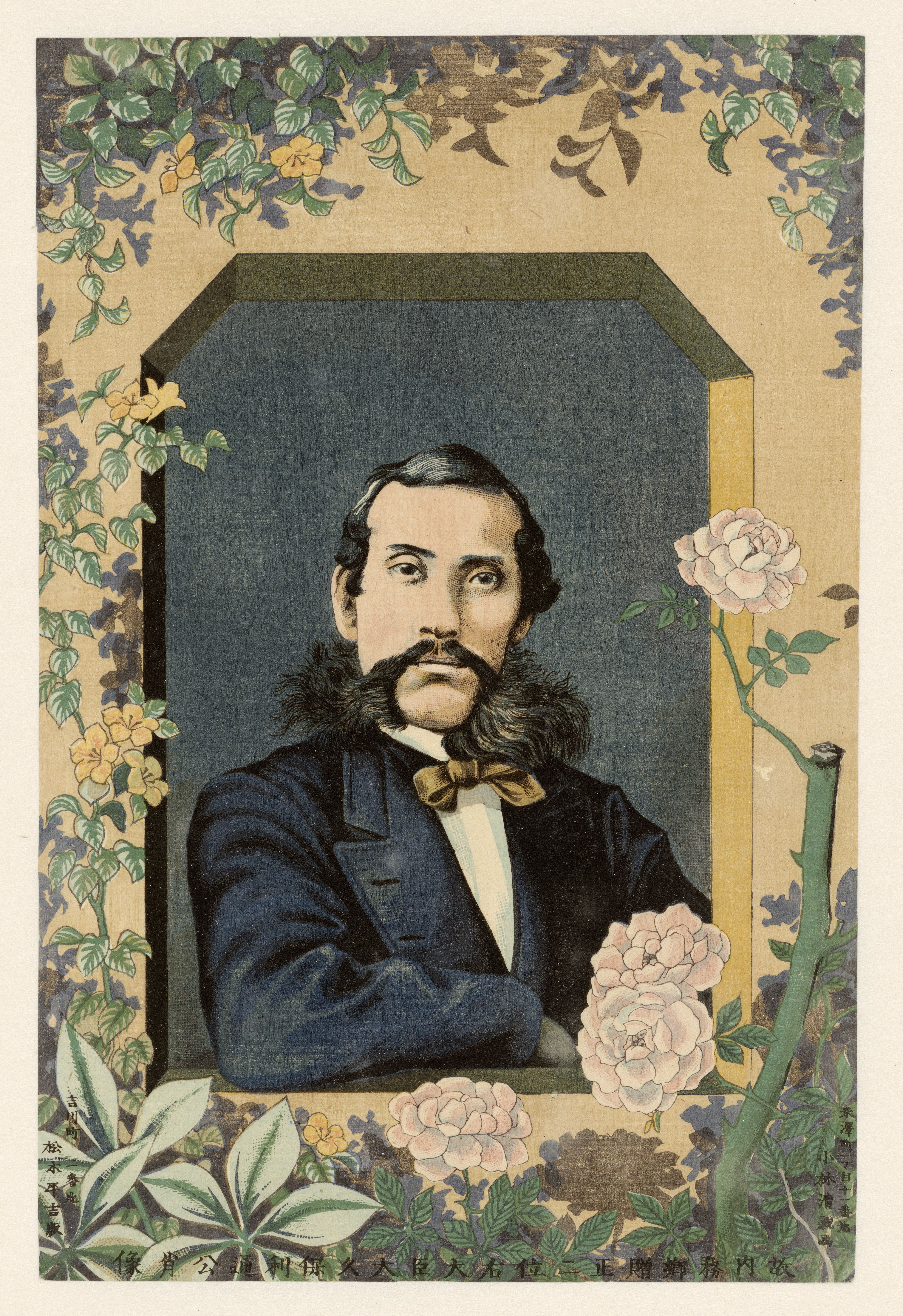

اوکوبو توشیمیچی پس از مجبور کردن نیروهای شوگون‌سالار سابق به تسلیم، راهی ابداع کرد تا شوکو (اصطلاحی که در اواخر دوره ادو برای دایمیوها به کار می‌رفت) در سراسر ژاپن، سرزمین‌ها و کنترل مردم خود را به دربار امپراتوری بازگردانند.
به عنوان اولین قدم، او اربابان فئودال ساتسوما، قلمرو توسا، قلمرو چوشو و قلمرو ساگا را متقاعد کرد که «سرزمین» (قلمرو) و «ملیت» (موضوع) خود را به امپراتور بازگردانند و سپس این را به همه اربابان فئودال در سراسر کشور تعمیم داد. در سال ۱۸۶۹ (میجی ۲)، او به «بازگرداندن زمین و ملیت» دست یافت و بلافاصله پس از آن «لغو قلمروهای فئودالی و تأسیس بخشداری‌ها» را انجام داد.
در سال ۱۸۷۱ (میجی ۴)، او به عنوان معاون فرستاده، هیئت ژاپنی به اروپا (هیئت اعزامی ایواکورا)، به رهبری ایواکورا تومومی، را همراهی کرد. این هیئت از آمریکا عبور کرد و از ژوئیه تا نوامبر ۱۸۷۲ (میجی ۵) به مدت چهار ماه در انگلستان اقامت داشت. آنها کارخانه‌ها، کشتی‌سازی‌ها، راه‌آهن‌ها، کارخانه‌های فولاد و غیره را در شهرهای بزرگی مانند لندن، ادینبورگ، گلاسکو، منچستر و بیرمنگام بازرسی کردند. او همچنین از کشورهای مختلف اروپایی، از جمله فرانسه، هلند و آلمان بازدید کرد و در سال ۱۸۷۳ (۶ میجی) پس از بازگشت به ژاپن، به عنوان مدیر کل وزارت تازه تأسیس امور داخلی و نایموشو/وزیر کشور منصوب شد. این سمت معادل چیزی بود که امروزه نخست‌وزیر ژاپن نامیده می‌شود و او عملاً قدرت واقعی را در دولت میجی در دست داشت. او موفق شد جایگاه محکمی در دولت ایجاد کند. یکی از وظایفی که توشیمیچی اوکوبو در این زمان بر عهده گرفت، سرکوب شورش‌های سامورایی‌های ناراضی بود؛ سامورایی‌های سابقی که از نحوهٔ ادارهٔ حکومت میجی ناراضی بودند. در مخالفت با جریان‌های عصر جدید، جنگ‌های داخلی بزرگ متعددی از جمله شورش ساگا، شورش شینپورن و شورش هاگی رخ داد. شدیدترین این جنگ‌ها، جنگ سینان بود که توسط متحد او، سایگو تاکاموری، در سال ۱۸۷۷ (دهم میجی) آغاز شد. اوکوبو توشیمیچی تمام این شورش‌ها را سرکوب کرد و برای تقویت اقتدار امپراتور و دولت میجی سخت تلاش کرد.

### ایجاد تعادل بین سیاست‌های صنعتی و توسعه منابع انسانی

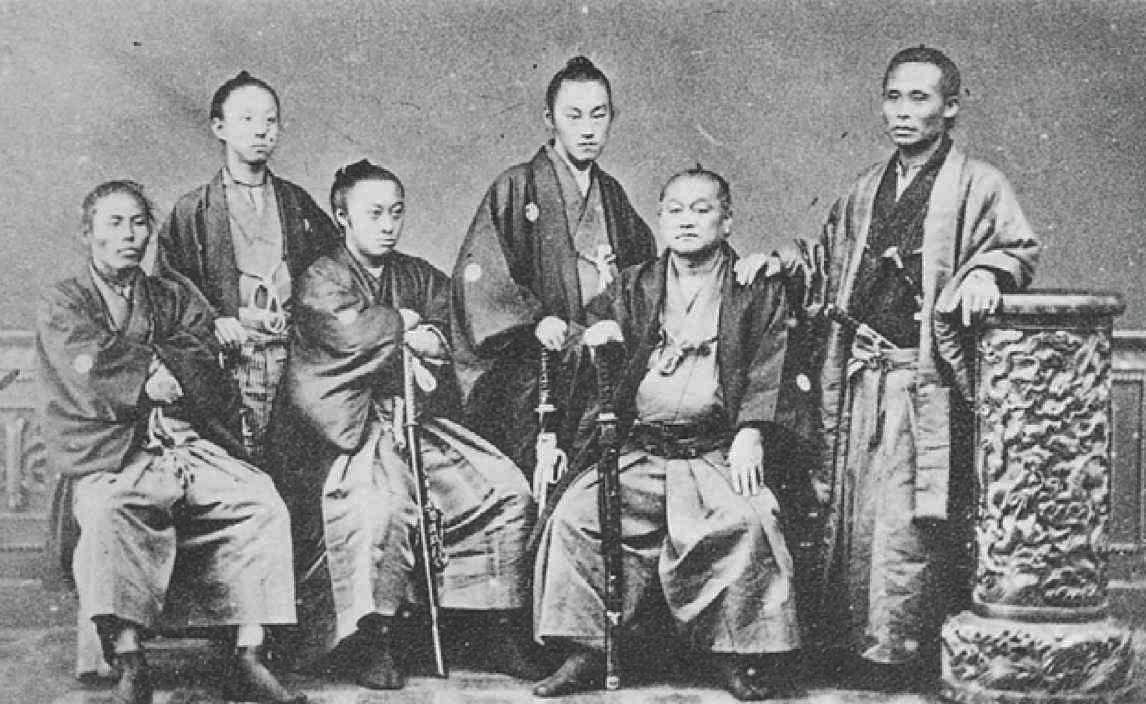
سامورایی‌های قلمروهای چوشو و ساتسوما در سال ۱۸۶۹، به همراه اوکوبو در منتهی‌الیه راست و ایتو هیروبومی در منتهی‌الیه چپ

توشیمیچی اوکوبو پس از بازدید از اروپا و ایالات متحده و مشاهده وضعیت سیاست و اقتصاد پیشرفته در آنجا، به شدت بر هر دو جنبه سیاست و اقتصاد تأثیر گذاشت. او در سیاست، سیستم بوروکراتیک را کاملاً ساده‌سازی کرد و در اقتصاد، توسعه صنعتی را ارتقا داد.
به‌طور خاص، در حوزه توسعه صنعتی، دولت سیستمی از حمایت را بر اساس این ایده که «کشورهای در حال توسعه در مراحل اولیه توسعه صنعتی به راهنمایی دولت نیاز دارند» ایجاد کرد. به عنوان مثال، در کشاورزی، یک مدرسه کشاورزی در کومبا، توکیو افتتاح شد که در آن روش‌های کشاورزی غربی معرفی و آزمایش شدند. توشیمیچی اوکوبو ۵۴۰۰ ین (تقریباً ۱۰۸ میلیون ین به پول امروز)، که در آن زمان مبلغ زیادی بود، به مدرسه کشاورزی اهدا کرد. این کمک مالی به دانشجویان برجسته داده می‌شد و هنگامی که این مدرسه به دانشکده کشاورزی دانشگاه امپراتوری توکیو تبدیل شد، به عنوان «بورسیه تحصیلی اوکوبو توشیمیچی» شناخته شد. او همچنین تلاش‌های خود را در صنعت پوشاک متمرکز کرد و سعی در تولید پشم داخلی داشت. او کارخانه‌های دولتی زیادی تأسیس کرد که یکی از آنها کارخانه ابریشم تویمی‌اوکا است که اکنون به عنوان یک میراث جهانی تعیین شده است. او در سفری به انگلستان متوجه شد که منبع ثروت ژاپن، کشتیرانی است و در سال ۱۸۷۵ (۸ میجی)، مبلغ هنگفتی از شرکت کشتیرانی میتسوبیشی متعلق به ایواساکی یاتارو حمایت مالی کرد تا انحصار کشتیرانی را به میتسوبیشی زایباتسو واگذار کند که در نهایت باعث شد شرکت‌های کشتیرانی بریتانیایی و آمریکایی از مسیر کشتیرانی بین یوکوهاما و شانگهای خارج شوند.

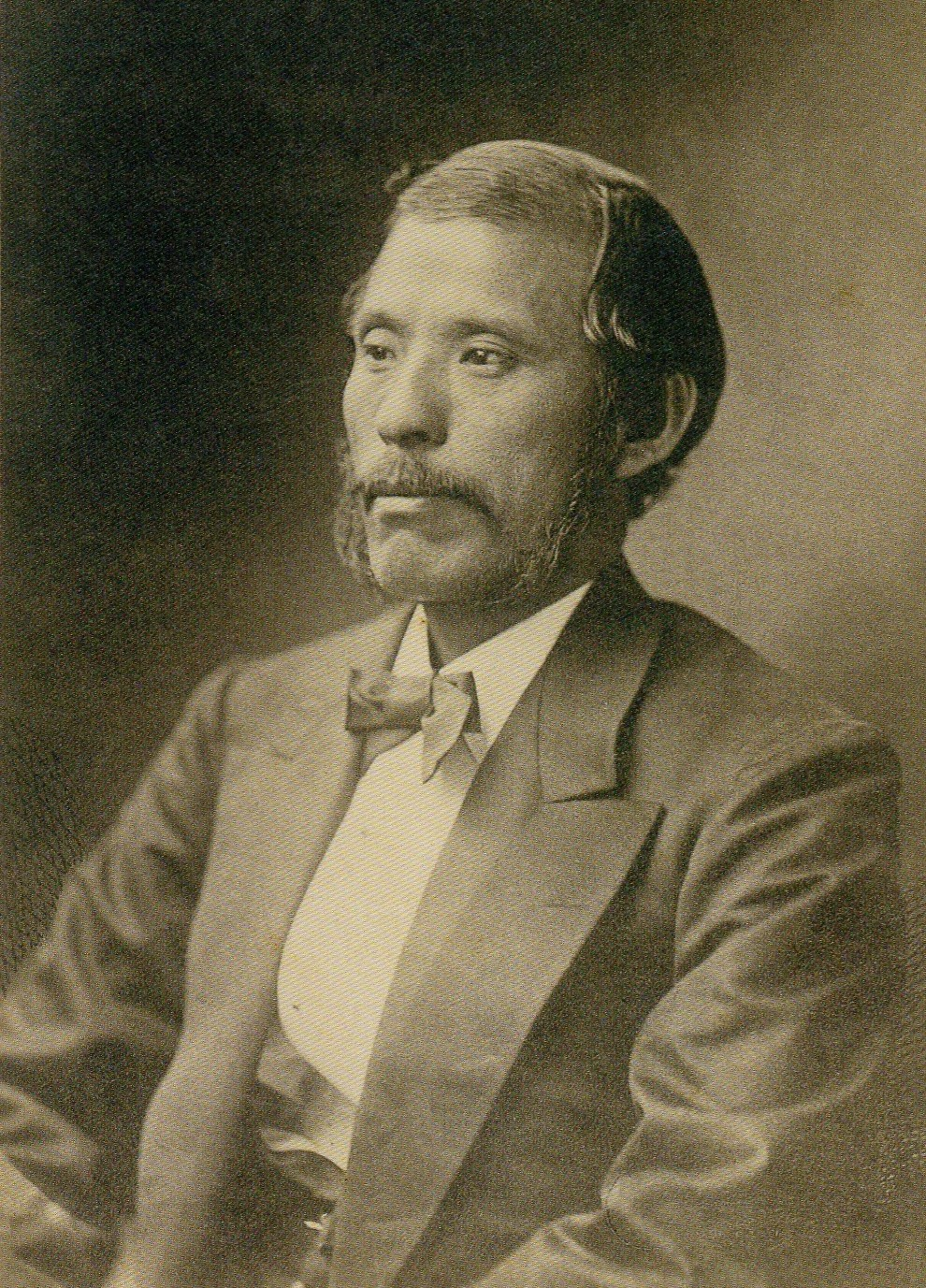
اوکوبو در سال ۱۵۷۲

اگرچه توشیمیچی اوکوبو اهل قلمرو ساتسوما بود که روحیه رزمی قوی داشت، اما هیچ حکایتی در مورد او در رابطه با شمشیر یا شمشیربازی ژاپنی وجود ندارد. تصور می‌شود که این به این دلیل است که او در کودکی از نظر جسمی ضعیف بوده و نتوانسته خود را وقف آموزش هنرهای رزمی کند. به جای شمشیر ژاپنی، این عقل بی‌نظیر او بود که تیزبینی استثنایی خود را به رخ می‌کشید. طبق شهادت سایگو تسوگومیچی، برادر کوچکتر سایگو تاکاموری، اوکوبو توشیمی‌چی «هرچه عصبانی‌تر می‌شد، استدلالش منطقی‌تر می‌شد.» در صورتی که حتی اگر کلمه‌ها و اعمال یک فرد معمولاً منظم باشند، وقتی ذهنش تحت سلطه خشم باشد، نامنسجم می‌شوند. هرچه خشم قوی‌تر باشد، منطق بیشتر تمایل به فروپاشی دارد. با این حال، عکس این قضیه برای اوکوبو توشیمیچی صادق بود. هر چه بیشتر عصبانی می‌شد، منطقش منسجم‌تر و آرام‌تر و متین‌تر می‌شد. سایگو تسوگومیچی که شهادت داد، گفت: «او واقعاً آدم مرموزی بود.» این حکایت نشان می‌دهد که اوکوبو توشیمیچی ذهن خاصی داشت. در اوایل صبح ۱۴ مه ۱۸۷۸ (۱۱ میجی)، اوکوبو توشی‌میچی با یامایوشی موریسوکه، فرماندار استان فوکوشیما، با لحنی غیرمعمول و پرشور صحبت کرد و قبل از ترک خانه‌اش گفت: «ده سال پس از پایان جنگ سینان، دوره سازندگی خواهد بود. من، اوکوبو بی‌ارزش، غنی‌سازی کشور و تقویت ارتش آن و ارتقای صنعت و تجارت را ترویج خواهم کرد.» چند ساعت بعد، در حالی که با کالسکه اسبی به سمت کاخ امپراتوری در حرکت بود، توسط سامورایی‌های ناراضی از استان ایشیکاوا که در کمین او بودند، ترور شد و به زندگی ۴۷ ساله اش پایان داد.

## کیدو تاکایوشی

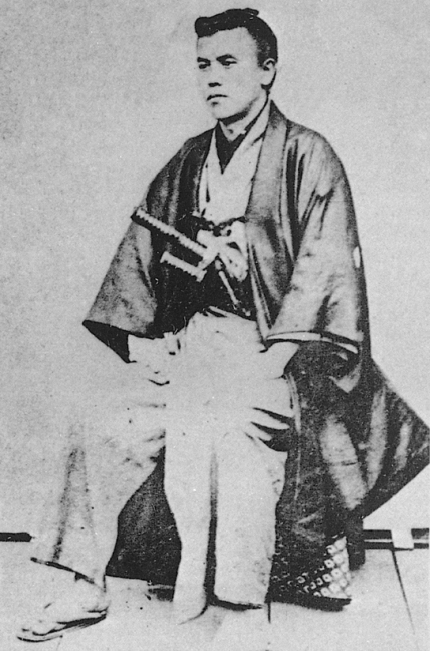

کاتسورا کوگورو در ۲۶ ژوئن ۱۸۳۳ (دوره تنپو ۴) در قلمرو چوشو متولد شد. او در سن ۸ سالگی توسط خانواده کاتسورا یک سامورایی از این قلمرو به فرزندی پذیرفته شد. از آن زمان به بعد، او خود را «کاتسورا کوگورو تاکایوشی» می‌نامید تا اینکه در ۲۹ سپتامبر ۱۸۶۵ (دوره کیئو ۱) این نام را به خود گرفت. او با دریافت جوایزی برای پیشرفت تحصیلی از دوران نوجوانی خود را متمایز کرد و در سال ۱۸۴۹ (کای ۲)، زیر نظر یوشیدا شوئین در مدرسه قلمرو میرینکان تحصیل کرد.
پس از آن، اگرچه او شاگرد آکادمی شوکاسونجوکو نبود، اما به احترام به شاگردانش این آموزشگاه ادامه داد. در سال ۱۸۶۰ (دوره مانئن ۱)، او با جناح سوننو جوئی (احترام به امپراتور، بیرون راندن بیگانگان) از قلمرو میتو پیمان بست و در کنار تاکاسوگی شینساکو و کوساکا گنزوی، به یکی از چهره‌های اصلی جناح سوننو جوئی در قلمرو چوشو تبدیل شد. از سوی دیگر، او همچنین با افراد روشنفکری مانند کاتسو کایشو، ساکاموتو ریوما و یوکوی شونان ارتباط داشت. یکی از نقاط قوت کاتسورا کوگورو، گشودگی او در پذیرش طیف وسیعی از ایده‌ها بود. همزمان با اینکه قلمرو چوشو از موقعیت خود به عنوان نگهبان کاخ امپراتوری کیوتو برای اتحاد با اشراف طرفدار امپراتوری و ضد خارجیان در دربار امپراتوری استفاده کرد، حضور او در کیوتو افزایش یافت و او به‌طور گسترده به عنوان «کاتسورا کوگورو» شناخته شد.

### در کیوتو پنهان شد و تلاش کرد تا اعتماد خاندان چوشو را بازگرداند
هنگامی که کودتای ۱۸ اوت در دربار امپراتوری در سال ۱۸۶۳ (دوره بونکیو ۳) رخ داد، قلمرو چوشو نفوذ خود را در کیوتو از دست داد و کاتسورا کوگورو توسط شوگون‌سالاری تبعید شد. امپراتور کومی، که به دلیل ظهور جنبش سونو جوئی، احساس بحران فزاینده‌ای می‌کرد، اشراف دربار امپراتوری را که از اتحاد دربار امپراتوری و شوگون‌سالاری حمایت می‌کردند، و همچنین خاندان‌های ساتسوما و آیزو، بسیج کرد تا اشراف سونو جوئی و نیروهای قلمرو چوشو را از کیوتو ریشه‌کن کند. با این حال، حتی پس از بیرون رانده شدن نیروهای چوشو از کیوتو، کاتسورا کوگورو در آنجا پنهان ماند و برای بازگرداندن اعتماد حوزه به سختی تلاش کرد. در سال ۱۸۶۵ (اولین سال دوره کیئو)، قلمرو به او دستور داد نام خود را به «کیدو کانجی تاکایوشی» تغییر دهد. از آنجا که نام کاتسورا کوگورو مشهور بود، او خود را به شکل شخص دیگری درآورد تا از تعقیب شوگون‌سالاری فرار کند.

### اتحاد ساتسوما-چوشو

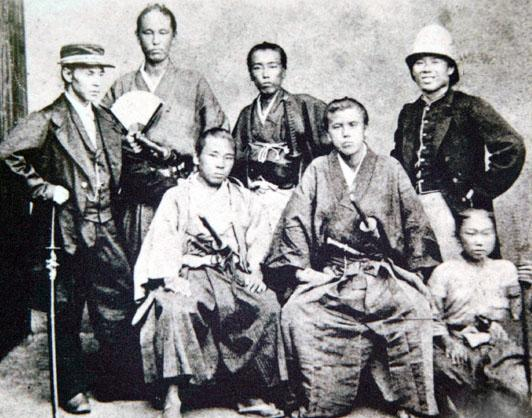
عکس گرفته شده در ناگاساکی در سال ۱۸۶۷ - جونیچیرو کیدو (دومین نفر از سمت راست در ردیف جلو) و ایتو هیروبومی (آخرین نفر سمت راست در ردیف عقب)

در همین زمان، کاتسورا کوگورو، که اکنون با نام «کیدو تاکایوشی» شناخته می‌شود، از طریق ساکاموتو ریوما، سامورایی که از قلمرو توسا فرار کرده بود، شروع به تماس با خاندان ساتسوما کرد. خاندان اربابی ساتسوما دشمن سرسخت خاندان اربابی چوشو بود و آنها را از کیوتو بیرون رانده بود، اما با نزدیک شدن به دومین لشکرکشی چوشو توسط شوگون‌سالاری، برای بقای خاندان چوشو، تشکیل اتحاد با ساتسوما، خاندان پیشرو جنوب غربی و دارای نفوذ عظیم در سیاست مرکزی، ضروری شد.
هنگامی که اتحاد ساتسوما-چوشو به شکل مخفی در ژانویه ۱۸۶۶ (دوره کیئو ۲) در کیوتو منعقد شد، سرنوشت قلمرو چوشو به طرز چشمگیری به سمت هدف نهایی سرنگونی شوگون‌سالاری تغییر کرد.

### حضور او به عنوان یک شخصیت محوری در اصلاحات میجی

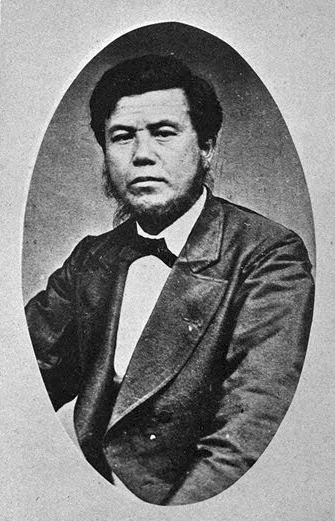
تصویر کیدو تاکایوشی

هنگامی که اعلامیه بزرگ احیای حکومت امپراتوری صادر شد و دولت میجی تأسیس گردید، کیدو تاکایوشی به عنوان مشاور منصوب شد. در ژانویه ۱۸۶۸ (اولین سال دوره میجی)، او سوگندنامه پنج‌ماده‌ای را تدوین کرد و در پاییز، اصلاحاتی را در سیستم ارباب فئودالی به اوکوبو توشیمیچی پیشنهاد داد. در نتیجه، در سال ۱۸۶۹ (دومین سال دوره میجی)، «بازگشت زمین‌ها و مردم به امپراتور» محقق شد. اربابان فئودال سابق مجبور شدند سرزمین‌ها و شهروندان خود را تحویل دهند.
کیدو تاکایوشی در سال ۱۸۶۹ (میجی ۲) به عنوان عضو سانگی منصوب شد. او همچنین در سال ۱۸۷۱ (میجی ۴) به شدت در لغو املاک فئودالی و تأسیس استان‌ها مشارکت داشت. با این حال، پس از آنکه به عنوان معاون فرستاده به هیئت اعزامی ایواکورا پیوست و در ژوئیه ۱۸۷۳ (میجی ۶) به ژاپن بازگشت، بحث بر سر سیکانرون (لشکرکشی به کره) در درون دولت آغاز شد.
تاکایوشی کیدو از نقطه نظر گسترش حکومت داخلی با این طرح مخالفت کرد، اما دیگر رهبران در دوره بازگشت قدرت سیاسی به امپراتور/نوسازی میجی، مانند سایگو تاکاموری و اتو شیمپی، در کودتای ششمین سال میجی استعفا دادند. تاکایوشی کیدو عضو شورا و وزیر آموزش و پرورش شد، اما مشکلات سلامتی او تقریباً در همین زمان شروع به آشکار شدن کرد.

### جنگ سینان

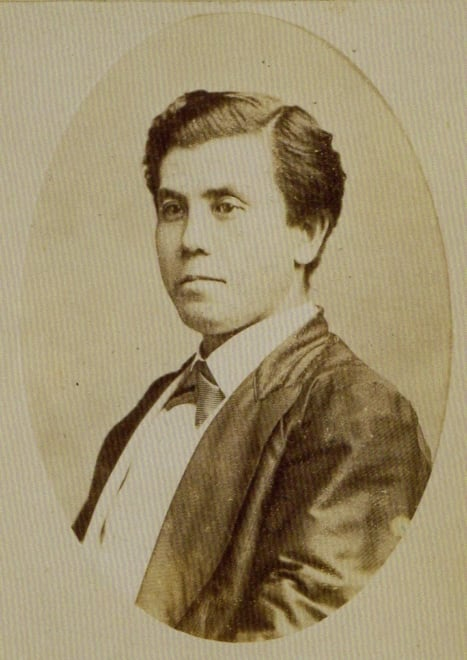
تصویر کیدو

در سال ۱۸۷۴ (هفتم دوره میجی)، او در مخالفت با اعزام نیرو توسط اوکوبو توشیمیچی به تایوان، از سمت خود به عنوان عضو شورای سانگی استعفا داد. اگرچه در مقطعی به دولت بازگشت، اما اغلب با اوکوبو اختلاف داشت و به دلیل وخامت حالش، مجبور به عقب‌نشینی از خطوط مقدم شد.
سپس، در سال ۱۸۷۷ (دهم میجی)، هنگامی که سایگو تاکاموری، که پس از استعفا از سمت خود در ساتسوما در انزوا زندگی می‌کرد، ارتشی تشکیل داد و شورش ساتسوما یا جنگ سینان آغاز شد، او در حالی که در بستر بیماری بر اثر بیماری درگذشت. او ۴۵ سال داشت.

### ملقب به «کوگورو فراری»
وقتی تاکایوشی کیدو با نام کوگورو کاتسورا شناخته می‌شد، لقب «کوگورو فراری» را به او داده بودند. او به عنوان مردی قدرتمند در خاندان چوشو، رهبر نیروهای ضد شوگون‌سالاری، بارها جانش توسط شوگون‌سالاری هدف قرار گرفت، اما او همیشه با فرار ساده از بحران جان سالم به در می‌برد.
برای مثال، حادثه ایکِدایا در ژوئن ۱۸۶۴ (دوره گنجی ۱) رخ داد. میهن‌پرستان طرفدار امپراتوری و ضد خارجی که از کیوتو تبعید شده بودند، در ایکِدایا جلسات مخفی برگزار می‌کردند که شینسنگومی ناگهان حمله کرد و بسیاری از آنها را کشت. کوگورو کاتسورا به سختی و بدون هیچ آسیبی جان سالم به در برد. او به یاد می‌آورد: «من ابتدا به ایکِدایا رفتم و افراد زیادی آنجا نبودند، بنابراین خوشبختانه به اقامتگاه قلمرو تسوشیما رفتم و فکر کردم دوباره به آنجا بازگردم»، اما در سوابق شوگون‌سالاری آمده است: «کوگورو کاتسورا با دویدن از روی پشت بام‌ها فرار کرد.»
یک ماه بعد، حادثه کینمون رخ داد که در آن قلمرو چوشو به کاخ امپراتوری کیوتو حمله کردند. نیروهای چوشو شکست خوردند و از کیوتو بیرون رانده شدند، اما کوگورو کاتسورا دوباره از لباس مبدل برای فرار از تعقیب شدید شوگون‌سالاری و حرکت در اطراف کیوتو استفاده کرد. حکایت معروفی وجود دارد که در آن یک گیشا به نام «ایکوماتسو» (که بعدها همسر قانونی او، کیدو ماتسوکو شد) خود را مبدل کرد و اونیگیری (غذای برنجی) را به کوگورو کاتسورا که زیر پل نیجو پنهان شده بود، می‌رساند.
پس از فرار موفقیت‌آمیز از کیوتو، او در منطقه تاجیما (که اکنون بخش شمالی استان هیوگو است) پنهان شد. او در این منطقه از جایی به جای دیگر فرار می‌کرد و از تعقیب شوگون‌سالاری در امان می‌ماند. در این زمان، به او لقب «کوگوروی فراری» داده شد که عمل فرار او را مسخره می‌کرد.

## ایواکورا تومومی

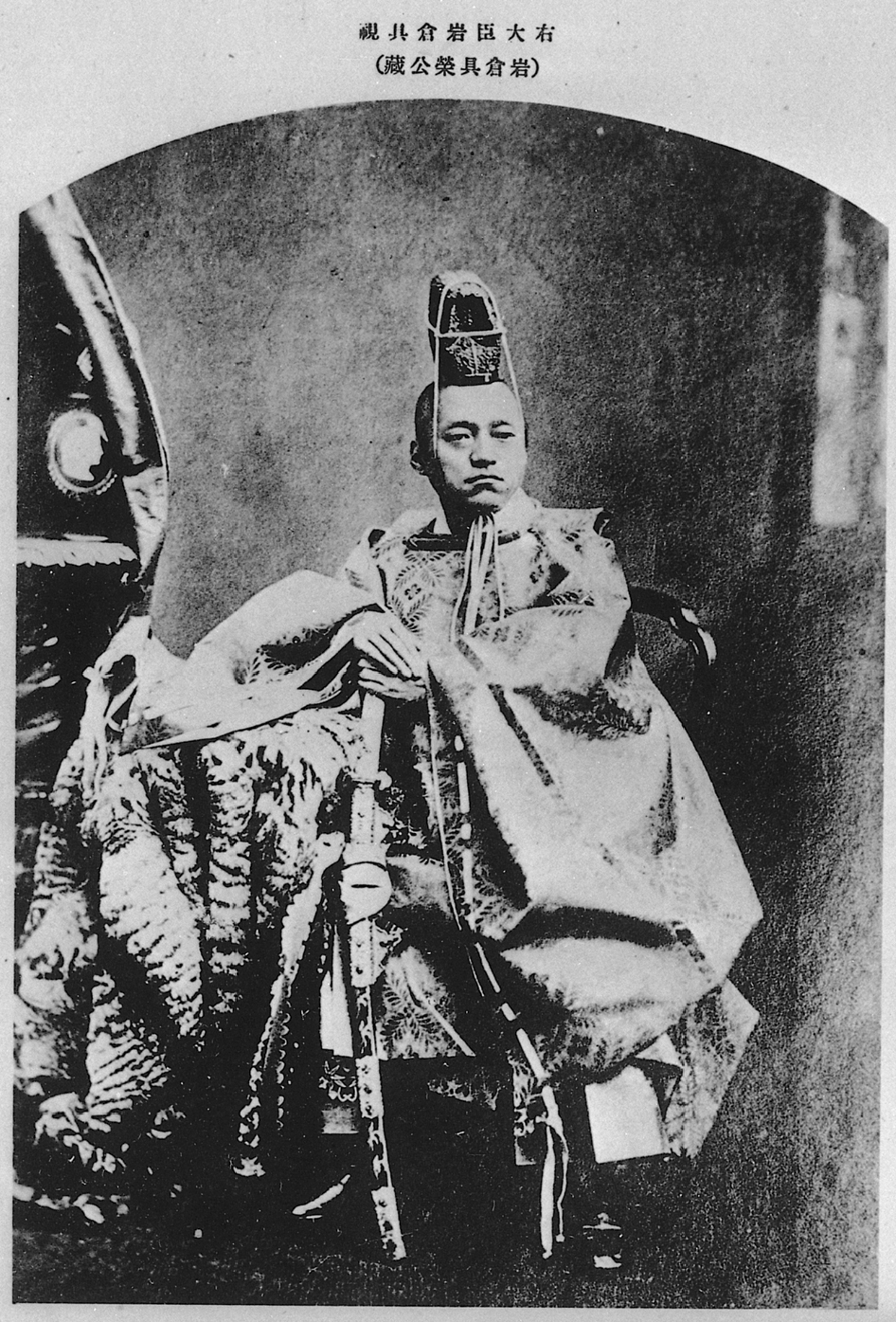

او در سال ۱۸۲۵ (بونسی ۸) متولد شد. او پسر دوم هوریکاوا یاسوچیکا، اشراف‌زادهٔ دون‌پایهٔ دربار بود و در سن ۱۴ سالگی توسط ایواکورا تومویوشی به فرزندی پذیرفته شد. از همان کودکی، او را کودکی بااستعداد می‌دانستند و بسیار مورد احترام بود، اما در دنیای اشراف، ارتباطات و پیوندها هستند که اهمیت دارند. او مدت زیادی در بدبختی زندگی کرد. نقطه عطف زمانی فرا رسید که ۳۰ ساله بود. او شاگرد تایکو (شخصی که مقام نایب‌السلطنه را تحویل داد) تاکاتسوکاسا ماسامیچی شد و استعدادش مورد توجه قرار گرفت و منجر به انتصاب او به عنوان پیشکار (مقامی که به امپراتور خدمت می‌کند) شد. او رابطه خود را با ناکایاما تادایاسو، که بسیار مورد اعتماد امپراتور کومی بود، عمیق‌تر کرد و به تدریج در دربار امپراتوری برجسته شد. اولین باری که او مهارت‌های تاکتیکی خود را به نمایش گذاشت در سال ۱۸۵۸ (آنسی ۵) بود، زمانی که شوگون‌سالاری ادو به دنبال تأیید امپراتوری برای پیمان دوستی و تجارت بین ایالات متحده و ژاپن بود و مشاور ارشد، هوتا ماسایوشی، از دربار امپراتوری بازدید کرد. ایواکورا تومومی یک جنبش مخالفت شدید را آغاز کرد و با وجود اینکه صرفاً یک پیشکار بود، ۸۸ نفر از اشراف را گرد هم آورد و یک راهپیمایی اعتراضی به سمت دربار امپراتوری ترتیب داد. او طراح اصلی حادثه‌ای بود که به «حادثه دادخواست هشتاد و هشت درباری» معروف شد. این حادثه باعث شد امپراتور کومی مخالفت خود را با انعقاد معاهدات آشکار کند و پس از آن دربار امپراتوری معاهدات با سایر کشورها را کاملاً رد کرد.

### پس از اتحاد موفقیت‌آمیز دربار امپراتوری و شوگون‌سالاری
شوگون‌سالاری ادو قصد داشت دربار امپراتوری و شوگون‌سالاری را متحد کند تا شکاف موجود با دربار امپراتوری را پر کند. در سال ۱۸۶۱ (اولین سال بونکیو)، آنها ازدواجی را بین خواهر کوچکتر امپراتور کومه ای، پرنسس کازونومیا، و چهاردهمین شوگون، توکوگاوا ایه‌موچی، برنامه‌ریزی کردند. در آن زمان، اکثر دربار امپراتوری با این ازدواج مخالف بودند، زیرا شاهدخت چیکاکو، شاهدخت کازو از قبل نامزد کرده بود. با این حال، ایواکورا تومومی معتقد بود که ازدواج با پرنسس کازونومیا برای احیای قدرت امپراتوری مفید خواهد بود، بنابراین دادخواستی به امپراتور کومی ارائه داد. او نه تنها باعث وقوع این ازدواج شد، بلکه موفق شد شوگون‌سالاری را مجبور به اعمال شرایط سختگیرانه‌ای برای آن کند. او به همراه پرنسس کازونومیا به ادو رفت و حتی شوگون‌سالاری را وادار به امضای تعهدی کرد که «این ازدواج تلاشی از سوی شوگون‌سالاری برای گروگان‌گیری از دربار امپراتوری نبوده است»، و بدین ترتیب مواضع شوگون‌سالاری و دربار امپراتوری را معکوس کرد. با افزایش قدرت جناح طرفدار امپراتوری و ضد خارجی، که حول قلمرو چوشو متمرکز بود، در کیوتو، زندگی ایواکورا تومومی مورد حمله قرار گرفت، زیرا او به عنوان فردی که برای اتحاد دربار امپراتوری و شوگون‌سالاری تلاش کرده بود، دیده می‌شد. جنبش‌هایی برای طرد ایواکورا تومومی در دربار امپراتوری شدت گرفت و در سال ۱۸۶۲ (دوره بونکیو ۲)، او از سمت خود استعفا داد و راهب شد. او به روستای ایواکورا (بخش ساکیو امروزی، شهر کیوتو) در حومه کیوتو نقل مکان کرد و مجبور شد حدود پنج سال در انزوا زندگی کند.

### رهبری کودتا درجلسه کوگوشو

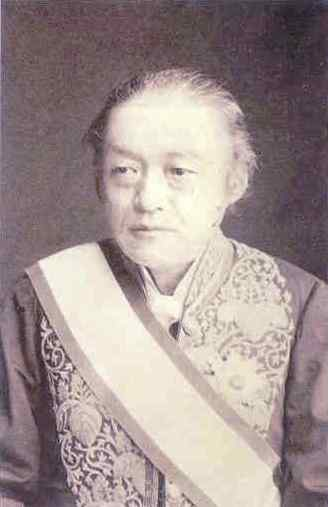
تصویر

حتی در دوران انزوا، ایواکورا تومومی روابط نزدیکی با سامورایی‌های قلمرو ساتسوما داشت، گاهی سیاست‌ها را به آنها پیشنهاد می‌داد و گاهی استراتژی‌ها را به آنها منتقل می‌کرد. او متوجه شد که هدف اصلی‌اش برای بازگرداندن قدرت امپراتوری از طریق اتحاد ارتش و دربار دشوار است و به تدریج با سرنگونی شوگون‌سالاری، شروع به هدف قرار دادن بازگرداندن سلطنت کرد.
پیشینه این امر، اتحاد ساتسوما-چوشو بود که در سال ۱۸۶۶ (دوره کیئو ۲) منعقد شد و مرگ امپراتور کومی، که طرفدار اتحاد دربار امپراتوری و شوگون‌سالاری بود. در سال ۱۸۶۷ (دوره کیئو ۳)، هنگامی که امپراتور میجی به تخت سلطنت نشست و پانزدهمین شوگون، توکوگاوا یوشینوبو، حکومت امپراتوری را احیا کرد، ایواکورا تومومی سرانجام مورد عفو قرار گرفت و به سیاست بازگشت.
احیای حکومت امپراتوری، سنگ بنایی برای توکوگاوا یوشینوبو بود تا دولتی جدید به رهبری خانواده توکوگاوا ایجاد کند، اما ایواکورا تومومی از قبل در پشت صحنه فعالیت می‌کرد. درست زمانی که دربار امپراتوری جلسه‌ای از اربابان فئودال تشکیل داد تا سیاست تصمیم‌گیری در مورد یک سیستم جدید از طریق اجماع را تعیین کند، ایواکورا با اوکوبو توشیمیچی و دیگران برای برنامه‌ریزی یک کودتا همکاری کرد. او قصد داشت به تنهایی جلسه‌ای از اربابان فئودال برگزار کند، شوگون‌سالاری را لغو کند و توکوگاوا یوشینوبو را از صحنه سیاسی حذف کند.

### خانواده توکوگاوا تنها از طریق یک استراتژی از دولت جدید برکنار شدند.

رهبران هیئت اعزامی ایواکورا عکسبرداری شده در لندن در سال ۱۸۷۲:(از چپ به راست) کیدو تاکایوشی، یامائوچی ماسوکا، ایواکورا تومومی، ایتو هیروبومی، اوکوبو توشیمیچی

در سال ۱۸۶۷ (دوره کیئو ۳)، هنگامی که کاخ امپراتوری توسط سربازانی از قلمرو ساتسوما، چوشو و توسا تحت هدایت ایواکورا تومومی محاصره شده بود، امپراتور میجی ظاهر شد و «کنفرانس کوچک کاخ امپراتوری» را برگزار کرد. این سند امپراتوری به‌طور مشترک توسط ایواکورا تومومی و محقق ادبیات ژاپنی، تاماماتسو میسائو، نوشته شد.
این سند به وضوح لغو شوگون‌سالاری را بیان می‌کرد. با شنیدن این موضوع، یامائوچی یودو از خاندان توسا اعتراض کرد. او به توکوگاوا یوشینوبو توصیه کرده بود که قدرت را به امپراتور بازگرداند تا دولتی جدید به رهبری خاندان توکوگاوا تشکیل شود، بنابراین این کار او نوعی لجن‌پراکنی بود. او با عصبانیت از غیبت توکوگاوا یوشینوبو انتقاد کرد و بحث داغ شد.
با این حال، وقتی یامائوچی تویوشیگه با عصبانیت گفت: «احتمالاً این توطئه‌ای از سوی چند اشراف‌زاده است، شاید برای تسلط بر کشور با حمایت از امپراتور جوان…»، ایواکورا تومومی فرصت را غنیمت شمرد و گفت: «امپراتور، حاکم بزرگی است که مانند هیچ حاکم دیگری نیست. هیچ اتفاقی که امروز می‌افتد، بر اساس اراده امپراتور نیست. حمایت از یک امپراتور جوان و تسلط بر کشور - چقدر بی‌احترامی!»
این موضوع فضا را کاملاً تغییر داد. جلسه همان‌طور که ایواکورا تومومی در نظر داشت، پیش رفت و در نهایت خانواده توکوگاوا به‌طور کامل از دولت جدید کنار گذاشته شدند.
نیروهای سابق شوگون‌سالاری، که به دلیل فراخوان بزرگ برای احیای حکومت امپراتوری در موقعیت دشواری قرار گرفته بودند، در قلعه اوساکا جمع شدند و با حدود ۱۵۰۰۰ سرباز شروع به راهپیمایی به سمت کیوتو کردند. آنها با نیروهای دولتی جدید در جاده‌های توبا-کایدو و فوشیمی-کایدو درگیر شدند و نبرد توبا-فوشیمی درگرفت که در آن شینسنگومی نیز شرکت داشت.
در ابتدا، نبرد به‌طور متناوب ادامه داشت، اما ناگهان، هنگامی که نیروهای دولتی جدید پرچم نیشیکینومی (پرچم امپراتوری) را برافراشتند، نیروهای سابق شوگون‌سالاری اراده خود را برای جنگیدن از دست دادند و فرار کردند. کینسن نو گوکی از زمان‌های قدیم یک پرچم نمادین بوده است که ارتش امپراتور را نشان می‌دهد. نیروهای سابق شوگون‌سالاری، از ترس اینکه به عنوان دشمن دربار امپراتوری شناخته شوند، مجبور به عقب‌نشینی شدند و نیروهای دولتی جدید در نبرد توبا-فوشیمی پیروز شدند.
با این حال، این پرچم امپراتوری نیشیکی یکی از نقشه‌های ایواکورا تومومی بود. پرچم واقعی امپراتوری نیشیکی صدها سال استفاده نشده بود، بنابراین حتی اگر بدون اجازه ساخته می‌شد، هیچ‌کس نمی‌توانست بین پرچم واقعی و جعلی تمایز قائل شود؛ بنابراین ایواکورا تومومی با اوکوبو توشیمیچی و دیگران توطئه کرد و به تاماماتسو میسائو دستور داد تا مخفیانه پرچمی بسازد. با برافراشتن آن در بحبوحه یک نبرد شدید، موفق شد کاری کند که دشمن اراده خود را برای جنگیدن از دست بدهد. اتفاقاً، این پرچم زمانی ساخته شد که او در انزوا زندگی می‌کرد. این نشان می‌دهد که همه چیز طبق محاسبات ایواکورا تومومی پیش رفته است، از برکناری شوگون‌ها گرفته تا تأسیس دولت جدید و استفاده از زور.

### به عنوان رهبر اصلاحات میجی
ایواکورا تومومی، که سهم بزرگی در تأسیس دولت جدید داشت، همچنین یکی از رهبران دولت میجی بود و به‌طور متوالی به عنوان مشاور، عضو شورا، وزیر ارشد، وزیر حقوق و غیره خدمت کرد. در سال ۱۸۷۱ (میجی ۴)، او به عنوان سفیر فوق‌العاده و تام‌الاختیار از اروپا و ایالات متحده بازدید کرد و در تأسیس راه‌آهن داخلی نقش داشت.
او همچنین سیاست تدوین قانون اساسی را تثبیت کرد و برای محافظت از خانواده امپراتوری و اشراف سخت کوشید. او تا زمان مرگش بر اثر بیماری در سال ۱۸۸۳ (۱۶ میجی) به مشارکت در نوسازی ژاپن ادامه داد. او در زمان مرگ ۵۹ سال داشت. ایتو هیروبومی، که به عنوان اولین نخست‌وزیر خدمت کرد، در مورد ایواکورا تومومی گفت: «او مردی با هوش، عزم، شجاعت و سخنوری واقعاً صریح بود. او مردی بود که می‌توانست به وضوح مزایا و معایب چیزها را ببیند.»